# Beaune
Pour les articles homonymes, voir Beaune (homonymie).
Beaune (en bourguignon: Beane) est une commune française située dans le département de la Côte-d'Or et la région Bourgogne-Franche-Comté. Située à 45 kilomètres au sud de Dijon et 150 km au nord de Lyon, elle est la sous-préfecture de l'arrondissement de Beaune.
La plus ancienne mention du nom de Beaune se rencontre sur une monnaie mérovingienne portant BELENO CAS[TRO] et dans les écrits en 664 Pagus Balnensis, en 861 Belna, en 1005 Belna Castrum, en 1164 Belna.
En 2022, la population de Beaune est de 20 233 habitants ce qui en fait la deuxième commune de Côte-d'Or. La communauté d'agglomération Beaune Côte et Sud, créée le 1er janvier 2007, compte quant à elle 50 456 habitants en 2021. Il s'agit également de la huitième ville de Bourgogne, derrière la capitale et chef-lieu régional Dijon, Chalon-sur-Saône, Nevers, Auxerre, Mâcon, Sens, Le Creusot et devant Montceau-les-Mines.
Héritière d'un riche patrimoine historique et architectural, siège de nombre de maisons de négoce, Beaune peut être considérée comme la capitale des vins de Bourgogne. Le centre historique est inclus dans le périmètre inscrit au Patrimoine mondial de l'Unesco au titre des climats du vignoble de Bourgogne.
C'est une ville fleurie récompensée de quatre fleurs, de la distinction Grand Prix National, et médaille d’or au concours européen de l’Entente Florale en 2006.

## Géographie

### Localisation
Beaune est la sous-préfecture de l'arrondissement de Beaune, l'un des trois arrondissements de la Côte-d'Or. La commune se situe sur la côte des Vins de Bourgogne aussi nommée route des Grands Crus (qui s'étend de Dijon à Beaune pour sa partie côte-d'orienne).
Beaune est bordée au sud par le cours d'eau de la Bouzaise, qui prend sa source dans l'agglomération. Sur le flanc ouest de la commune se trouve la côte de vignobles qui donne son nom au département. Elle se situe à 45 kilomètres au sud-sud-ouest de Dijon, et 150 au nord de Lyon.
| Bouze-lès-Beaune  | Savigny-lès-Beaune  | Chorey-les-Beaune           |
| Pommard           | Beaune              | Vignoles, Ruffey-lès-Beaune |
| Bligny-lès-Beaune | Montagny-lès-Beaune | Combertault, Levernois      |

### Relief

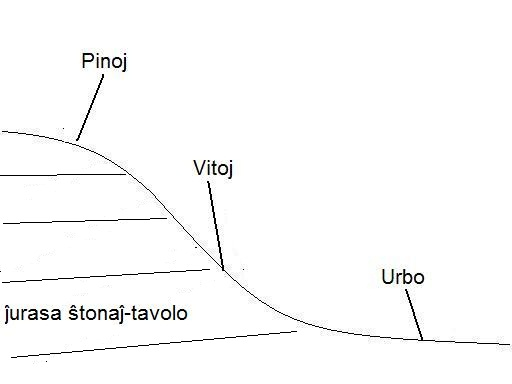
Schéma du relief et de la végétation
(pins noirs, vigne, agglomération).

Beaune est située sur le talus séparant, à l'Ouest, le plateau calcaire du Jurassique (Hautes-Côtes), et à l'Est, la plaine de Saône. Les sols du vignoble sont argilo-calcaires, mais avec des différences sur le calcaire.
Des couches de calcaire du rauracien sur les sommets du vignoble. Au milieu des couches de calcaire du comblanchien avec des marnes argoviennes sur des sols épais, blancs, gris ou jaunes, nuancés de rouge par l'oxfordien ferrugineuse.
Son exposition va de l'est à plein sud, à une altitude de 193 à 407 mètres.

### Hydrographie

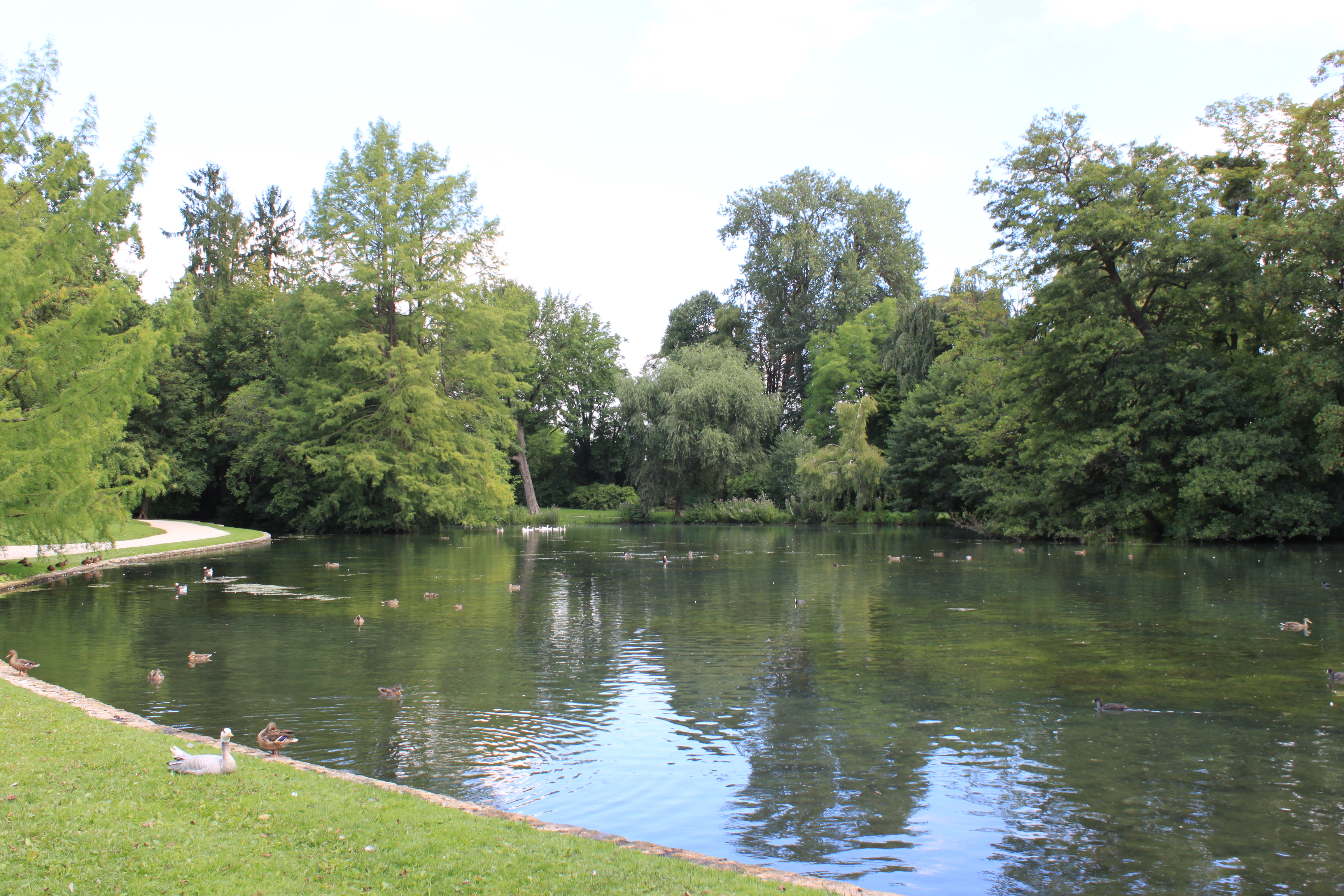
Parc de la Bouzaize.

La rivière la Bouzaise prend sa source à l'est de la ville. Contournant la vieille ville par le sud, elle alterne sections souterraines et passages à l'air libre. Longue d'une vingtaine de kilomètres, elle se jette dans la Dheune à hauteur de Palleau.
Beaune compte également deux ruisseaux, l'Aigue et le Genet, qui se jettent tous les deux dans la Bouzaise.

### Climat
Pour des articles plus généraux, voir Climat de la Bourgogne-Franche-Comté et Climat de la Côte-d'Or.
En 2010, le climat de la commune est de type climat océanique dégradé des plaines du Centre et du Nord, selon une étude du Centre national de la recherche scientifique s'appuyant sur une série de données couvrant la période 1971-2000. En 2020, Météo-France publie une typologie des climats de la France métropolitaine dans laquelle la commune est dans une zone de transition entre le climat océanique altéré et le climat océanique altéré et est dans la région climatique Bourgogne, vallée de la Saône, caractérisée par un bon ensoleillement (1 900 h/an), un été chaud (18,5 °C), un air sec au printemps et en été et des vents faibles.
Pour la période 1971-2000, la température annuelle moyenne est de 11,1 °C, avec une amplitude thermique annuelle de 18,1 °C. Le cumul annuel moyen de précipitations est de 791 mm, avec 10,9 jours de précipitations en janvier et 7,1 jours en juillet. Pour la période 1991-2020, la température moyenne annuelle observée sur la station météorologique de Météo-France la plus proche, « Savigny Les Bea », sur la commune de Savigny-lès-Beaune à 5 km à vol d'oiseau, est de 11,9 °C et le cumul annuel moyen de précipitations est de 752,9 mm,. Pour l'avenir, les paramètres climatiques de la commune estimés pour 2050 selon différents scénarios d'émission de gaz à effet de serre sont consultables sur un site dédié publié par Météo-France en novembre 2022.
| Mois                                  | jan.             | fév.           | mars           | avril           | mai           | juin          | jui.          | août           | sep.           | oct.            | nov.            | déc.             | année      |
| ------------------------------------- | ---------------- | -------------- | -------------- | --------------- | ------------- | ------------- | ------------- | -------------- | -------------- | --------------- | --------------- | ---------------- | ---------- |
| Température minimale moyenne (°C)     | 0,3              | 0,6            | 3,6            | 6,4             | 10,4          | 13,8          | 15,6          | 15,3           | 11,7           | 8,1             | 3,7             | 1                | 7,5        |
| Température moyenne (°C)              | 3,1              | 4,3            | 8,2            | 11,5            | 15,4          | 19,1          | 21,2          | 20,9           | 16,8           | 12,2            | 6,9             | 3,7              | 11,9       |
| Température maximale moyenne (°C)     | 5,9              | 7,9            | 12,8           | 16,5            | 20,5          | 24,5          | 26,8          | 26,5           | 21,9           | 16,4            | 10              | 6,4              | 16,3       |
| Record de froid (°C) date du record   | −20,5 09.01.1985 | −20 15.02.1956 | −11 07.03.1949 | −4,5 08.04.1956 | −2 04.05.1967 | 3 12.06.1955  | 5 08.07.1954  | 4,5 30.08.1956 | 0,5 30.09.1954 | −4,5 31.10.1950 | −9,5 30.11.1948 | −16,5 28.12.1962 | −20,5 1985 |
| Record de chaleur (°C) date du record | 17 01.01.23      | 21 28.02.1960  | 24,9 31.03.21  | 28,7 26.04.07   | 31,8 25.05.09 | 37,5 27.06.19 | 39 31.07.1983 | 39,8 12.08.03  | 34 03.09.1962  | 29 04.10.1966   | 21,6 07.11.15   | 17,9 16.12.1989  | 39,8 2003  |
| Précipitations (mm)                   | 58,9             | 49,2           | 52             | 57,3            | 69,2          | 62,1          | 67,4          | 56,3           | 55,3           | 76              | 80,3            | 68,9             | 752,9      |

## Urbanisme

### Typologie
Au 1er janvier 2024, Beaune est catégorisée centre urbain intermédiaire, selon la nouvelle grille communale de densité à 7 niveaux définie par l'Insee en 2022.
Elle appartient à l'unité urbaine de Beaune, une unité urbaine monocommunale constituant une ville isolée,. Par ailleurs la commune fait partie de l'aire d'attraction de Beaune, dont elle est la commune-centre,. Cette aire, qui regroupe 64 communes, est catégorisée dans les aires de 50 000 à moins de 200 000 habitants,.

### Occupation des sols
L'occupation des sols de la commune, telle qu'elle ressort de la base de données européenne d’occupation biophysique des sols Corine Land Cover (CLC), est marquée par l'importance des territoires agricoles (47,1 % en 2018), en diminution par rapport à 1990 (51 %). La répartition détaillée en 2018 est la suivante : 
zones urbanisées (27,6 %), terres arables (22,9 %), cultures permanentes (18,6 %), forêts (12,5 %), zones industrielles ou commerciales et réseaux de communication (8,2 %), zones agricoles hétérogènes (4,1 %), milieux à végétation arbustive et/ou herbacée (4 %), prairies (1,3 %), espaces verts artificialisés, non agricoles (0,6 %). L'évolution de l’occupation des sols de la commune et de ses infrastructures peut être observée sur les différentes représentations cartographiques du territoire : la carte de Cassini (XVIIIe siècle), la carte d'état-major (1820-1866) et les cartes ou photos aériennes de l'IGN pour la période actuelle (1950 à aujourd'hui).

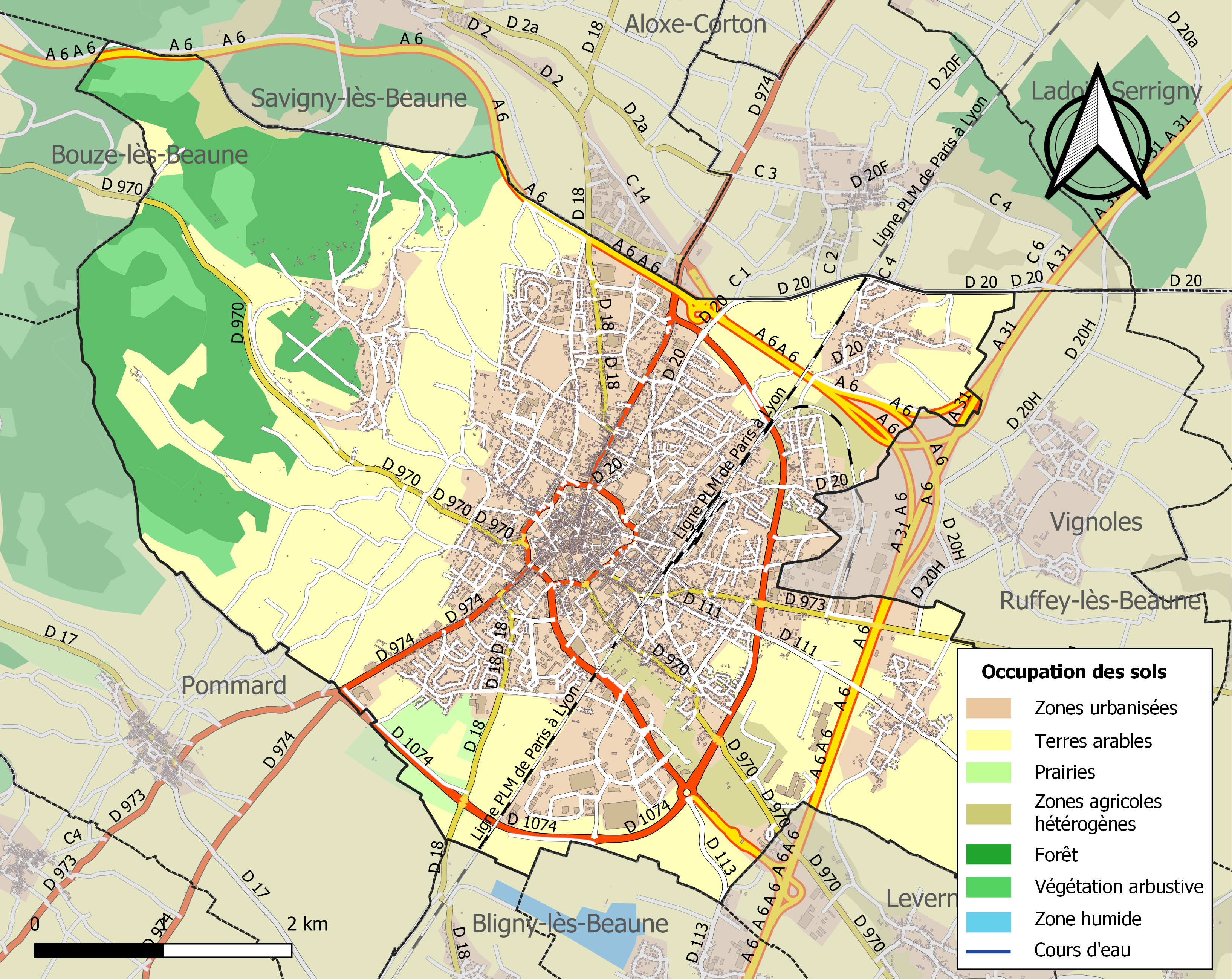
Carte des infrastructures et de l'occupation des sols de la commune en 2018 (CLC).

### Morphologie urbaine
|                      |
| Maison à colombages. |

|                                                  |
| Ancien bâtiment des Postes-Téléphone-Télégraphe. |

|                                   |
| Bâtiment sur la place des halles. |

|                                                                          |
| Habitations typiques du centre-ville de Beaune, au-dessus des commerces. |

|                                                |
| Échauguette d'angle de la Maison du Colombier. |

|                   |
| Caisse d'épargne. |

### Lieux-dits, hameaux et écarts
Beaune est divisée en 13 quartiers :
- Blanches Fleurs ;
- Bretonnière - Vérottes ;
- Centre-ville ;
- Challanges ;
- Champagne - Saint-Nicolas ;
- Madeleine / Gare / Route de Seurre ;
- Gigny ;
- Le Camp Américain ;
- Les Ares Cautains ;
- Les Echaliers ;
- Les Vignes Rouges ;
- Saint-Jacques ;
- Saint-Martin / La Montagne.

### Logement
Le nombre total de logements en 2017 est de 12 041. Ils sont divisés en résidences principales pour 87,0 %, résidences secondaires (y compris les logements occasionnels) pour 4,9 %, et en logements vacants pour 8,1 %.
La part des ménages propriétaires de leur résidence principale est de 44,4 %.
À Beaune, 24 % des logements sont classés en logements sociaux en 2018. Ils sont notamment nombreux à Saint-Jacques, quartier prioritaire jusqu'en 2024.
Des problématiques de logement apparaissent en centre-ville à cause d'Airbnb, les propriétaires d'appartements préfèrent faire du profit avec la plateforme, plutôt que de louer leur bien à des habitants à l'année. La propreté (tri dans les poubelles) et le stationnement occupé par les touristes des Airbnb sont aussi des conséquences négatives de ces pratiques.

### Projets d'aménagements
Le boulevard circulaire en sens unique qui délimite le centre-ville historique, longeant les remparts, a été en grande partie rénové, réduisant à plusieurs endroits la circulation à deux voies au lieu de trois. À la place ont été intégrés des espaces verts et des voies cyclables ou piétonnes.
Les travaux ont commencé en 2006 avec un budget prévisionnel de 2 362 500 €.

### Voies de communication et transports

#### Réseau Autoroutier
La commune est un important nœud autoroutier de l'Est de la France. Située sur l'autoroute A6 à 312 km de Paris et à 157 km de Lyon, elle donne naissance à l'autoroute A31 en direction de Dijon (47 km), Nancy (258 km) et Metz (308 km) ; ainsi qu'à l'autoroute A36 en direction de Besançon (108 km) et Mulhouse (232 km).
 A6 Paris - Beaune - Lyon
 A31 Beaune - Grand Duché de Luxembourg
 A36 Beaune - Mulhouse

#### Réseau ferré

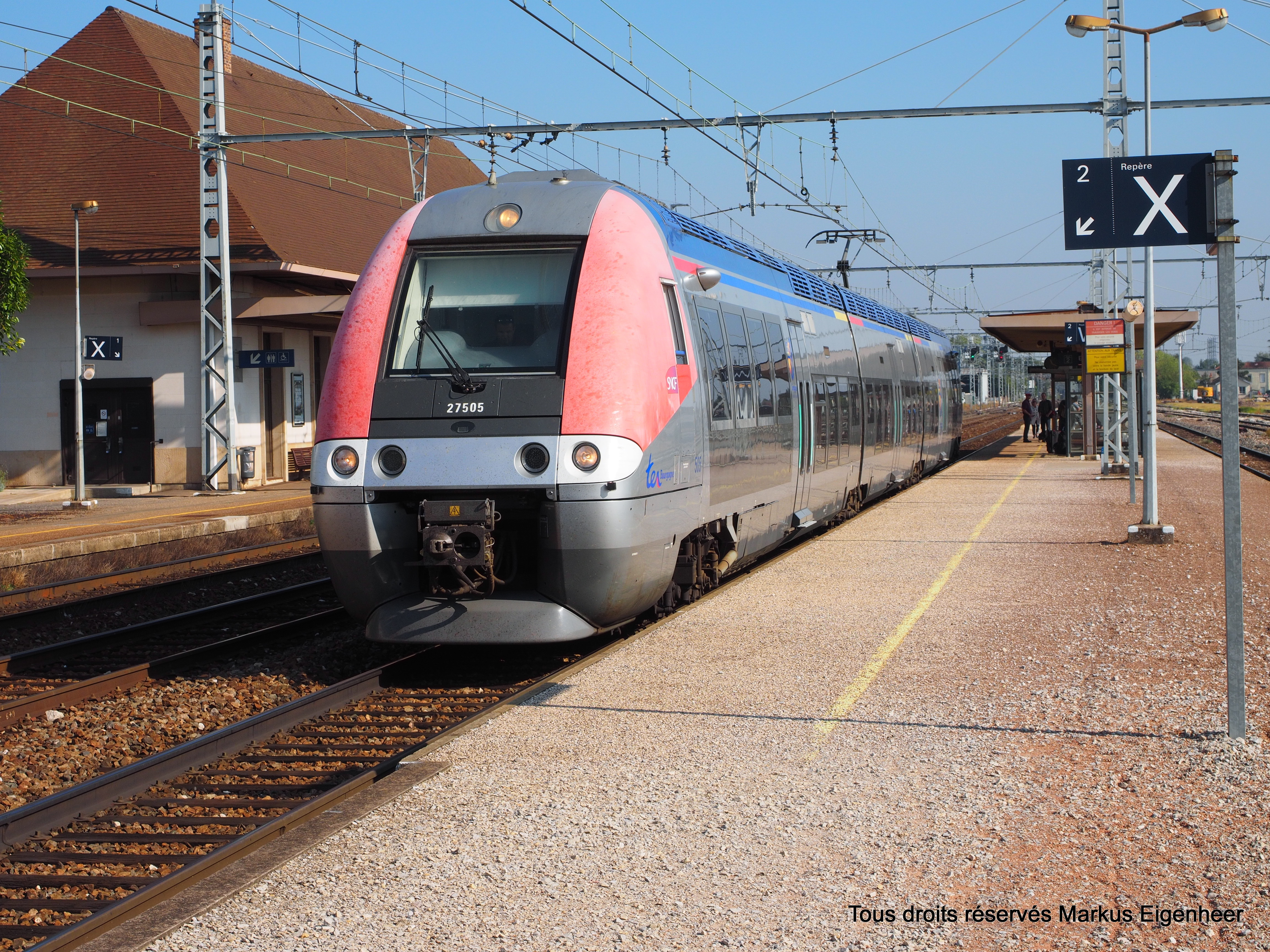
Train en gare de Beaune.

La gare de Beaune est desservie par une ligne à grande vitesse (TGV inOui) :
- la ligne Nancy - Strasbourg - Dijon Ville - Marseille Saint-Charles - Nice

Au niveau régional, la gare de Beaune est un important nœud d'échange pour les réseaux TER Bourgogne-Franche-Comté et TER Auvergne-Rhône-Alpes.
Elle est desservie par quatre lignes TER :
- la ligne Paris Bercy - Dijon Ville - Lyon Part-Dieu ;
- la ligne Dijon Ville - Nevers ;
- la ligne Dijon Ville - Mâcon Ville ;
- la ligne Dijon Ville - Chalon-Sur-Saône.

Transports en commun
Beaune est desservie par un réseau de Transports urbains nommé Côte&Bus géré et crée sur demande de la Communauté d'agglomération. Ce réseau dessert toute la Communauté d'agglomération Beaune Côte et Sud avec six lignes urbaines (+ une navette estivale pour Beaune Coté Plage), et six lignes interurbaines. Géré par Keolis Beaune depuis 2016, le réseau a totalement été refondu en septembre 2016.
Le réseau circule du lundi au samedi midi toute l'année sauf le 1er mai.

#### Aérodrome
Beaune possède un aérodrome, l'aérodrome de Beaune - Challanges, mais il ne fait l'objet d'aucun service commercial de voyageurs.

## Toponymie
« Beaune » est l'évolution étymologique du mot gaulois latinisé « Belena ». Belena est le nom de la source autour de laquelle s'est établie la bourgade. Le nom de cette source est issu du patronage du dieu gaulois Belenos, divinité des eaux vives.
La plus ancienne mention du nom de Beaune se rencontre sur une monnaie mérovingienne portant BELENO CAS[TRO] et dans les écrits en 664 Pagus Balnensis, en 861 Belna, en 1005 Belna Castrum, en 1164 Belna.

## Histoire

### La charte des privilèges de Beaune: 1203
La charte de franchise de la commune de Beaune confère à ses habitants droits et privilèges. Eudes III, duc de Bourgogne, permet à Beaune d’exister en tant qu’institution autonome dès 1203 sur le modèle de Dijon. Cette charte est conservée aux Archives municipales de Beaune.

### Fondation des Hospices de Beaune en 1443

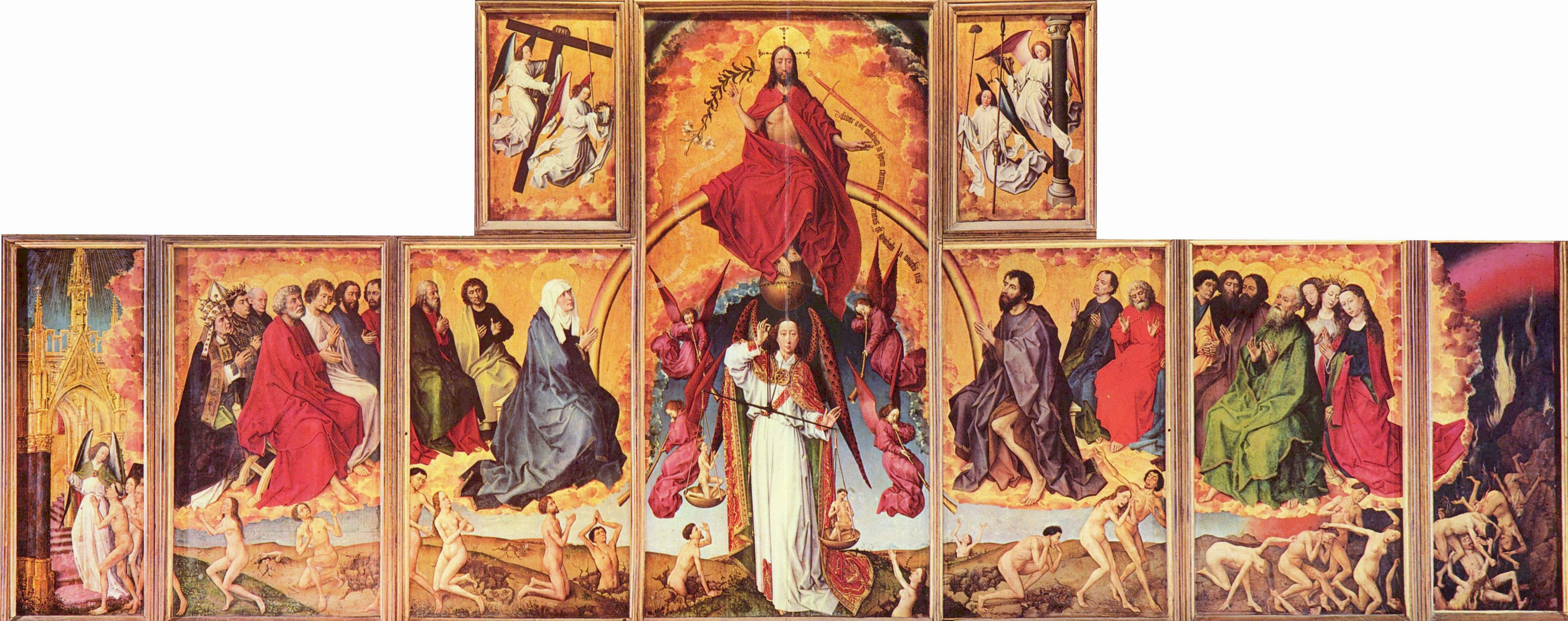
Le retable du Jugement dernier de Rogier Van der Weyden.

En 1422, Nicolas Rolin devient le chancelier du duc de Bourgogne Philippe le Bon. Il fut très lié à Jean sans Peur, qui fut le parrain de son troisième fils. Veuf, il épouse en 1421, Guigone de Salins issue de la noblesse comtoise, avec qui il fonde les Hospices de Beaune, en 1443, où il crée en 1452 un nouvel ordre religieux : les sœurs hospitalières de Beaune. C'est lui qui commande le polyptyque du Jugement dernier au peintre flamand Rogier van der Weyden, pour les hospices.

### Révolte de Beaune et ralliement à Marie de Bourgogne en 1477
Les États de Bourgogne reconnaissent Louis XI comme souverain le 29 janvier 1477, à la mort de Charles le Téméraire. Avec l'occupation de la Bourgogne par l’armée royale conduite par Jean IV de Chalon, Georges de la Trémoille et Charles d’Amboise, Beaune se rallie à Marie de Bourgogne, contre le roi de France Louis XI. Les révoltes de Beaune ainsi que Semur-en-Auxois et Châtillon-sur-Seine sont rapidement étouffées. Cependant, le roi confirme finalement les privilèges de la ville par ses lettres patentes en octobre 1478.

### Fortifications
Le retour de la Bourgogne à la France de Louis XI entraine la campagne de fortification qui donne à la ville sa physionomie actuelle. Une première phase de construction, qui eut lieu entre 1478 et 1502, établit la citadelle et une première enceinte. De 1513 à 1524 furent construites les « grosses tours » aux angles de la cité et l'enceinte fut épaissie.
Une dernière phase en 1636 modernise les fortifications en ajoutant des bastions aux côtés les moins défendus.

### Les guerres de Religion
- Henri II accompagné de son épouse Catherine de Médicis parcourt son royaume et fait une entrée fastueuse à Beaune le 18 juillet 1548. Le maire était Girard Legoux[26].
- Charles IX accompagné de sa mère Catherine de Médicis, venant de Dijon, entre dans la ville le 30 mai 1564 lors de son tour de France royal (1564-1566) accompagné de la Cour et des Grands du royaume : son frère le duc d’Anjou, Henri de Navarre, les cardinaux de Bourbon et de Lorraine : ils reçoivent un accueil triomphal[27].
- En 1568, Wolfgang de Bavière, financé par Élisabeth Ire d'Angleterre prend la tête d'une armée expéditionnaire de 14 000 mercenaires pour apporter des renforts aux protestants français assiégés à La Rochelle. Dans sa traversée de la Bourgogne, ses troupes composées de reîtres, cavalerie lourde équipée de pistolets, ravagent la Franche-Comté et restent deux jours devant les murailles de Beaune et y détruisent les chartreux, avant de continuer leur route[28].
- Le 15 avril 1575, on exécuta à Dijon, François de Lespine et sa tête coupée fut plantée sur une pique, au-dessus de l'hôtel-de-ville de Beaune, le 18. Il fut reconnu coupable de comploter en vue de livrer Dijon et le château de Beaune aux huguenots.

### Le grand hiver de 1709
De fortes pluies s’abattent sur l’été 1708 et nuisent à la récolte annuelle, et le 2 janvier 1709 lorsque la pluie se met à tomber, immédiatement suivie d’un vent glacial : un hiver exceptionnel commence. Le vent qui souffle jusqu’au 25 janvier, sans que la neige ne soit venue protéger les cultures, anéantit les semailles et les arbres fruitiers, altère les vignes et gèle les cours d’eau. La Bouzaise est gelée en deux heures. Même le vin tourne en glace dans les bouteilles et les tonneaux. Les oiseaux et les volailles ne survivent pas à ce froid polaire. Pour sauver les vagabonds, les voyageurs et les indigents, des feux publics sont allumés. Après une courte période de répit accompagnée par la pluie, la neige tombe à partir du début du mois de février, et lorsque celle-ci fond les rivières débordent et inondent la campagne. Le soleil apparaît au mois d’avril, redonnant vie aux champs, et apportant de la chaleur aux habitants, mais une pluie verglaçante vient détruire les semences jusqu’aux racines.
Les conséquences de ce Grand Hiver sont désastreuses pour la population. Les habitants s’attendent à une grande famine, ce qui crée un sentiment général de panique. On craint les accapareurs, on s’oppose à libre circulation des blés. Pour calmer les tensions, le conseil municipal décide de bloquer toutes les provisions de blé et de les recenser pour mieux les gérer et les distribuer. Mais des émeutes ont lieu à Pommard où les habitants s’opposent à la réquisition de leur stock, alors que Beaune se constitue une réserve, alors que les récoltes de blés et les vendanges sont quasi inexistantes en 1709.

### Beaune, sous-préfecture de la Côte-d’Or en 1790
Le département de la Côte-d’Or est créé le 4 mars 1790 par l'Assemblée constituante à partir de l'ancienne province de Bourgogne.

### Occupation de Beaune par l'armée autrichienne en 1814
En février 1814, 6 000 hommes sont à Beaune sous les ordres du baron de Scheither qui conduit les opérations dans le Sud-Est de la France, pour prendre Chalon-sur-Saône aux troupes de Napoléon, pendant la campagne de France de 1814, où Napoléon tente d'empêcher l'invasion de la France par la Sixième Coalition.

### Création de l'École pratique d'Agriculture et de Viticulture, «La Viti» en 1884
En 1881, la commission des Hospices de Beaune met en place un projet pour transformer son école horticole en école de viticulture.
Le projet soutenu par la municipalité et le département voit le jour en 1884 comme l'École pratique d'Agriculture et de Viticulture de Beaune. C'est le député Sadi Carnot qui intervient auprès du ministre de l'agriculture, en mars 1884, pour faire de ce projet une priorité nationale et l'arrêté de création paraît le 25 octobre. L'école est destinée à former des chefs de culture et une instruction professionnelle aux fils de viticulteurs. L'entrée de l'école se fait alors sur concours, et accueille 30 élèves la première année, pour un cycle de trois ans d'études. En 1962, avec la transformation de l'enseignement agricole, « la Viti », devient un lycée agricole : le Lycée viticole de Beaune.

### Première guerre mondiale

#### L'hôpital militaire américain de 1918-1919
Lors de la Première Guerre mondiale, Beaune devient l'une des bases arrière du corps expéditionnaire américain (A.E.F.) et de ses 2 millions d'hommes en France. En 1918, l'hôpital militaire américain est construit aux portes de la ville, avec 20 000 lits il sera l'un des plus importants en Europe.

#### A.E.F. University of Beaune en 1919
L'hôpital sera transformé après l'Armistice en Université américaine, par l'A.E.F. pour former les soldats qui ne peuvent pas rentrer immédiatement aux États-Unis, dans les forces d'occupation de l'Allemagne. L'A.E.F. University of Beaune ouvre de février à juin 1919 avec 15 000 militaires étudiants américains qui y suivent une formation et sa faculté de 600 enseignants et personnels,. L'A.E.F. University de Beaune avait un collège d'agriculture avec 2 500 étudiants dans une ferme de 13 hectares a Allerey, et une branche de 1 000 étudiants, dans un collège d'art et d'architecture situé au château de Bellevue près de Versailles. Près de 30 000 ouvrages furent rassemblés dans sa bibliothèque et seront ensuite donnés à la bibliothèque municipale de Beaune. L'université fut dirigée par John Erskine, professeur d'anglais à l'université Columbia de New York, qui fut chargé de l'organisation de cette université militaire avec le colonel Ira Reeves.

### Seconde Guerre mondiale

#### Occupation
Les Allemands arrivent le 17 juin 1940 à Beaune. Séduit par les thèmes agrariens de la Révolution Nationale, le maire Roger Duchet affiche vite son enthousiasme en renommant dès 1940 l'avenue de la Gare « avenue du Maréchal Pétain », un des griefs qui lui sera reproché par le Comité départemental de Libération. Également président des hospices de Beaune, il œuvre activement au don de la Cuvée des Dames hospitalières renommé « Clos du Maréchal Pétain » au chef de l'État Français.
À la libération, le maire est écarté du conseil municipal suivant les consignes données par le Comité départemental de Libération, mais convoqué en décembre par le comité d'épuration du CDL, il échappe à toute sanction et est réélu l'année suivante.

#### Libération de Beaune en 1944
À la fin de la Seconde Guerre mondiale, la ville est rejointe par le 2e régiment de cuirassiers du colonel Durosoy, venu par Chalon-sur-Saône et Bligny-lès-Beaune. Les forces françaises arrivent le 7 septembre et se heurtent à des mitrailleuses à l'ouest et surtout à de fortes défenses antichar au sud de la ville qui causent des pertes humaines et matérielles au 3e Escadron. Un char M4 Sherman, connu sous le nom de char Orléans II et appartenant au 3e escadron du 2e RC, est détruit dans les environs de la ville, et d'autres sont endommagés. Les Français, aux portes de Beaune, se replient pour la nuit durant laquelle les Allemands fuient la ville vers Dijon.
Les forces françaises ne peuvent entrer dans la ville que le lendemain pour la libérer, le 8 septembre 1944, où elles sont acclamées,. Un odonyme local (avenue du Huit-Septembre-1944) rappelle cet événement.
Les troupes entrant dans Beaune étaient issues en partie de la 1re armée commandée par le général Jean de Lattre de Tassigny, et également des troupes des :
- 1er Peloton du 3e Escadron du 2e Cuirassiers ;
- peloton de Tank-Destroyer (chasseur de char) ;
- chars du Poste de Commandement ;
- groupe d'Artillerie ;
- Forces françaises de l'intérieur du groupe Henry Meyer ;
- Forces françaises de l'intérieur Douaumont ;
- Maquis Valmy
- Combat Command 1.

### Depuis 1945
- Le 31 juillet 1982, sur l'autoroute A6 de Beaune, a lieu l'accident le plus meurtrier de France. Deux cars et trois voitures sont impliqués. L'accident fera 53 morts dont 44 enfants tous carbonisés dans le bus alors qu'ils devaient passer des vacances à la montagne.
- En 2024, Beaune accueille le passage de la flamme olympique (12 juillet 2024).

## Politique et administration

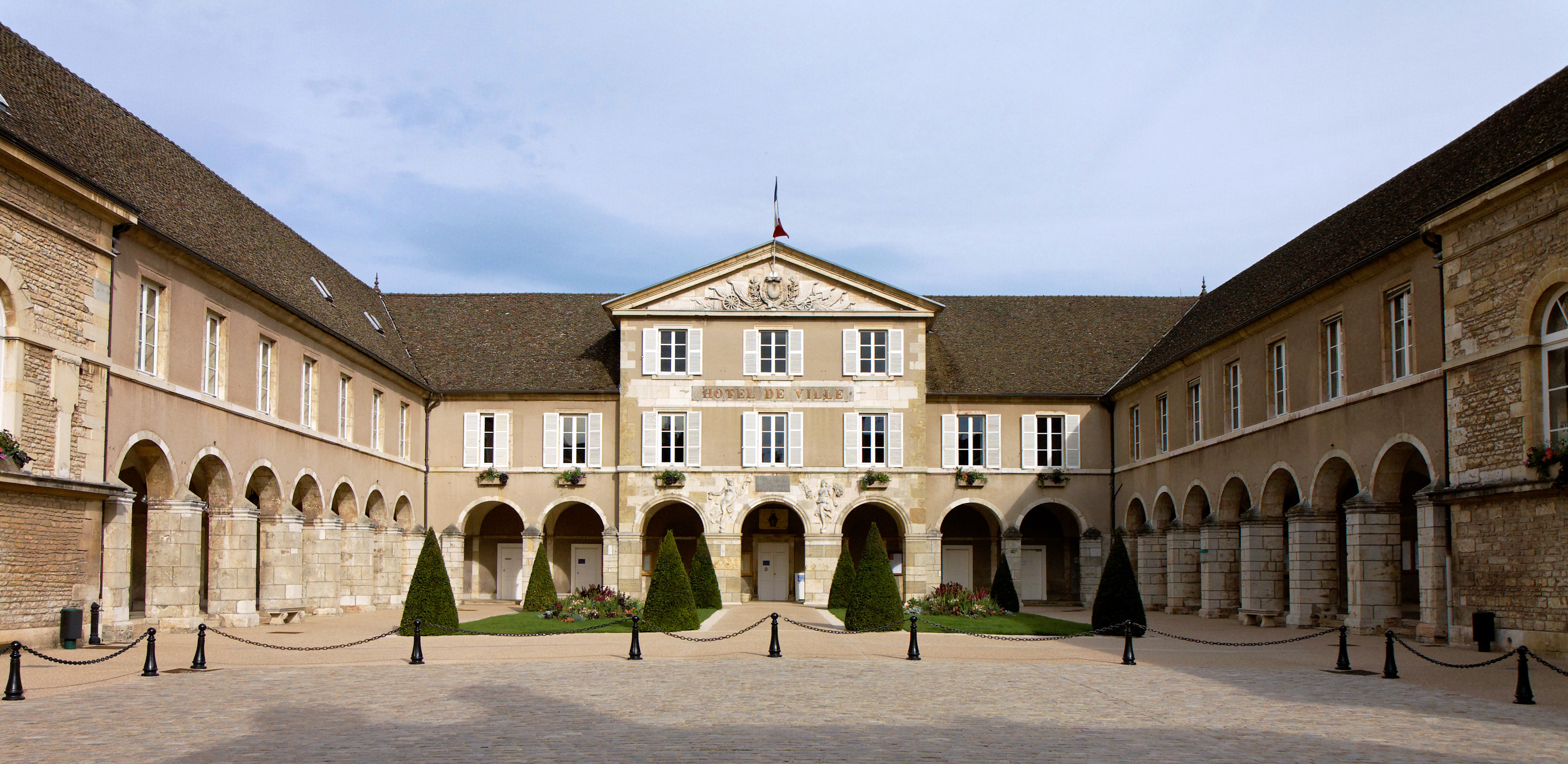
Mairie de Beaune, ancien couvent des Ursulines.

### Tendances politiques et résultats
Beaune a une tendance politique ancrée à droite.

### Budget
Le budget de la ville de Beaune en 2008 est prévu de 36 164 399 € dont :
- Fonctionnement : 27 718 364 € ;
- Investissement : 8 445 765 €.

### Politique environnementale

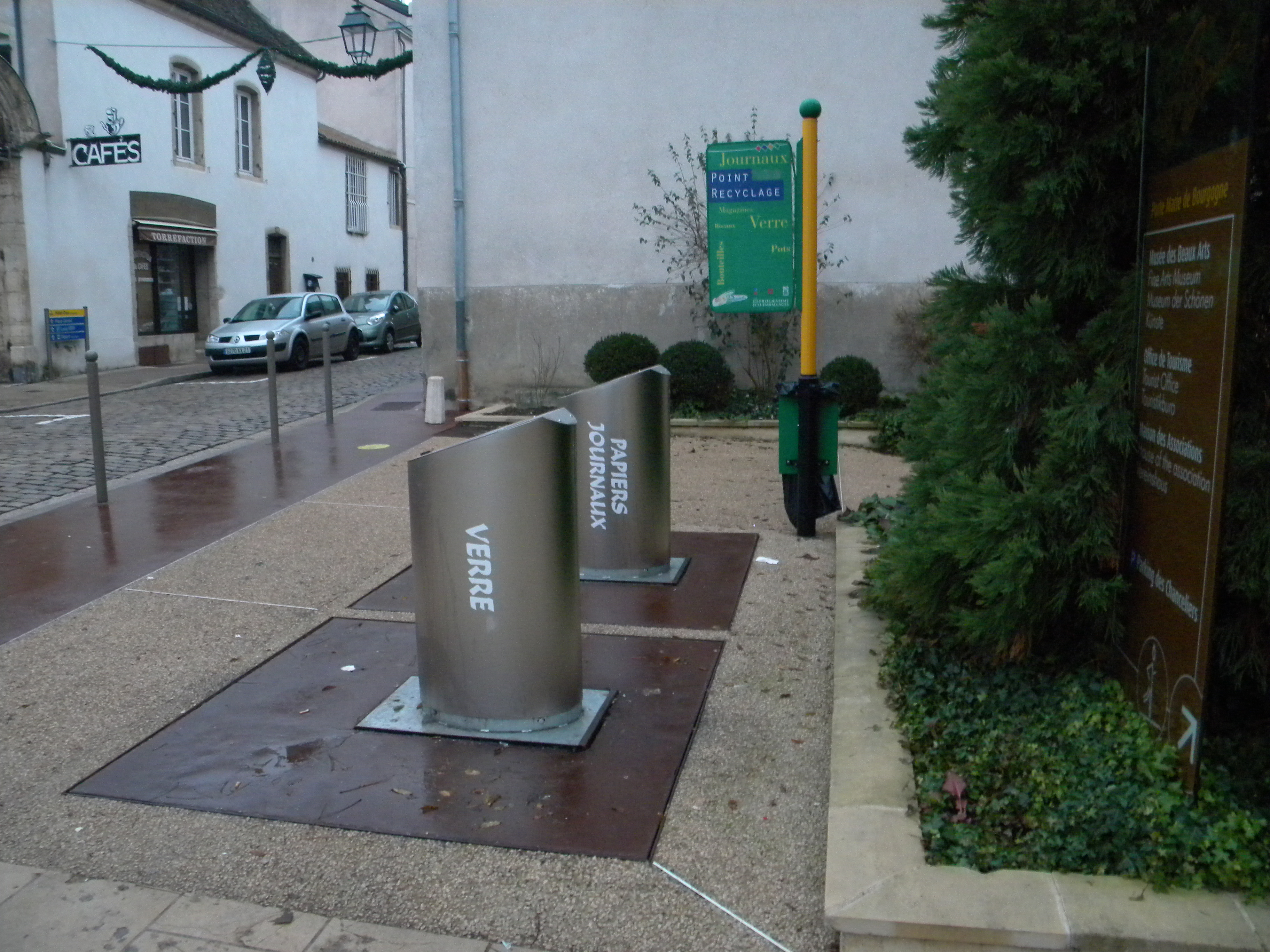
Point recyclage au centre-ville.

Le tri sélectif et l'usage de composteur sont entrés dans les mœurs. Des pistes cyclables facilitent la circulation des vélos. Les jardins publics sont aménagés pour favoriser les pratiques propices à l'environnement : non implantation de gazon pour éviter les tontes, pose de caillebotis pour préserver le sol, limitation des traitements. Une usine de traitement des eaux permet d'éliminer les produits phytosanitaires liés à la vigne. L'entreprise Sécula spécialisée dans le traitement des déchets a su exporter son savoir-faire. La commune a mis en place un programme de rénovation de l'éclairage public, qui permet une baisse de consommation d'énergie de 47 %.

### Jumelages
La ville de Beaune est jumelée avec les villes suivantes :
- Bensheim (Allemagne), depuis le 12 juin 1960 ;
- Malmedy (Belgique), depuis le 11 juin 1962 ;
- Krems an der Donau (Autriche), depuis le 23 mai 1976 ;
- Kōshū (Japon), depuis le 18 septembre 1976 ;
- Nantucket (États-Unis), charte d'amitié signée le 21 octobre 2006.

Toutes ces villes se situent dans des régions viticoles, à l'exception de Malmedy et Nantucket.
La ville étudie la possibilité de créer de nouveaux jumelages avec l'Angleterre et les États-Unis.

## Population et société

### Démographie
L'évolution du nombre d'habitants est connue à travers les recensements de la population effectués dans la commune depuis 1793. Pour les communes de plus de 10 000 habitants les recensements ont lieu chaque année à la suite d'une enquête par sondage auprès d'un échantillon d'adresses représentant 8 % de leurs logements, contrairement aux autres communes qui ont un recensement réel tous les cinq ans,.

En 2022, la commune comptait 20 233 habitants, en évolution de −6,52 % par rapport à 2016 (Côte-d'Or : +0,82 %, France hors Mayotte : +2,11 %).
| 1793   | 1800  | 1806  | 1821  | 1831  | 1836   | 1841   | 1846   | 1851   |
| ------ | ----- | ----- | ----- | ----- | ------ | ------ | ------ | ------ |
| 10 114 | 8 344 | 9 298 | 9 947 | 9 908 | 10 678 | 10 585 | 11 362 | 10 969 |

| 1856   | 1861   | 1866   | 1872   | 1876   | 1881   | 1886   | 1891   | 1896   |
| ------ | ------ | ------ | ------ | ------ | ------ | ------ | ------ | ------ |
| 10 453 | 10 715 | 10 907 | 11 176 | 11 421 | 12 038 | 12 146 | 12 470 | 13 726 |

| 1901   | 1906   | 1911   | 1921   | 1926   | 1931   | 1936   | 1946   | 1954   |
| ------ | ------ | ------ | ------ | ------ | ------ | ------ | ------ | ------ |
| 13 887 | 13 540 | 13 409 | 11 661 | 11 990 | 11 862 | 12 161 | 11 990 | 13 175 |

| 1962   | 1968   | 1975   | 1982   | 1990   | 1999   | 2006   | 2011   | 2016   |
| ------ | ------ | ------ | ------ | ------ | ------ | ------ | ------ | ------ |
| 15 367 | 16 874 | 19 060 | 20 207 | 21 289 | 21 923 | 21 778 | 21 872 | 21 644 |

| 2021   | 2022   | - | - | - | - | - | - | - |
| ------ | ------ | - | - | - | - | - | - | - |
| 20 032 | 20 233 | - | - | - | - | - | - | - |

### Enseignement

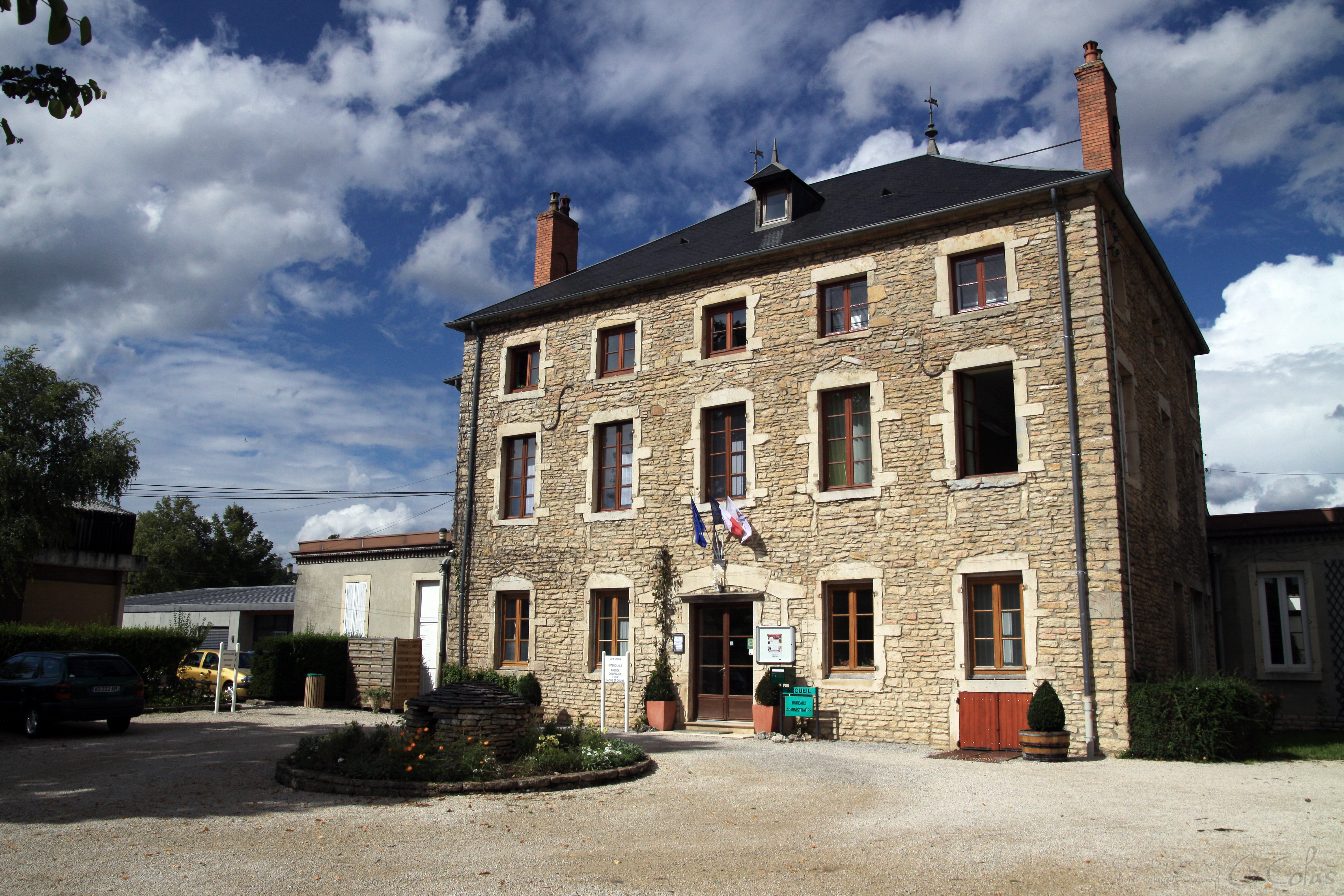
Cour d'honneur et bâtiment administratif de La Viti.

#### Enseignement primaire
Beaune dispose de dix écoles élémentaires ainsi que dix écoles maternelles réparties dans toute la ville :
- école des Blanches-Fleurs
- école des Bretonnière
- école des Échaliers
- école de Gigny
- école Jeanne-d’Arc
- école des Peupliers
- école Antoine-de-Saint-Exupéry
- école Saint-Nicolas
- école privée Notre-Dame
- école privée du Saint-Cœur
- école des Remparts

#### Enseignement secondaire
La ville dispose de cinq collèges et cinq lycées qui dispensent différents enseignements.

##### Collèges
- Le collège Jules-Ferry, établissement public.
- Le collège Gaspard-Monge, établissement public.
- Le collège du Saint-Cœur, établissement privé.
- Le collège de La Viti, qui propose seulement la formation de 3e de l'enseignement agricole.
- Le collège Alain-Fournier, qui est un établissement régional d'enseignement adapté[49].

##### Lycées
- Le lycée Clos-Maire est établissement général et technologique public
- Le lycée Étienne-Jules Marey, établissement général et technologique public.
- Le lycée du Saint-Cœur, qui est un établissement général privé.
- Le lycée de La Viti, établissement d'enseignement viticole et agricole.
- Le lycée Alain-Fournier, qui est un établissement régional d'enseignement adapté proposant :
  - un CAP Maçon ;
  - un CAP Peintre applicateur de revêtements ;
  - un CAP Carreleur-mosaïste ;
  - un CAPA Vigne et vin ;
  - un CAPA Production florale et légumière ;
  - un CAPA Travaux paysagers.

#### Enseignement supérieur
Beaune comporte différents établissements d'enseignements supérieurs :
- la Viti propose des BTS de commerce en vins et spiritueux ou de viticulture-œnologie ;
- l'Institut de Formation en soins Infirmiers des Hospices Civils de Beaune une formation d'infirmier et une formation d'aide-soignant ;
- le lycée Étienne-Jules Marey un BTS en communication et arts graphiques "Etude de Réalisation d'un Projet de Communication" ;
- le lycée Clos-Maire un BTS en tourisme ;
- l'école des beaux-arts qui dispense des cours de classe préparatoire ;
- l'INSEEC propose des formations de commerce en vins et spiritueux ainsi qu'en sommellerie ;
- le Greta 21 propose une Licence "Responsable de Projet Marketing et Communication au Lycée Étienne-Jules Marey ;
- les ateliers du cinéma, fondés par Claude Lelouch, offrent une formation pratique à la réalisation de films en permettant aux apprentis de participer à toutes les étapes d'un long-métrage[50].

### Manifestations culturelles et festivités

#### Festival du film policier
Le festival cinématographique du film policier se déroule au mois d'avril, sur plusieurs jours. Il a été tenu par la ville de Cognac de 1982 à 2007. Depuis 2009, il est repris par la ville de Beaune. Il implique de nombreux commerçants dans l’évènement, mettant la ville à contribution. L'édition de 2020, qui n'a pas eu lieu à cause de la pandémie de Covid-19 aura été la dernière édition du festival à Beaune, puisque dès 2021, c'est la ville de Reims qui accueillera ce festival.

#### 24 Heures de Beaune
C'est une course de vélos originaux se déroulant sur vingt-quatre heures. Cette manifestation est organisée sur un weekend du mois de mai, dans le quartier des Peupliers. Originellement du samedi au dimanche, le départ et l'arrivée se faisaient à 16 heures, depuis 2010 elle se déroule désormais du vendredi au samedi, le départ et l'arrivée se font à 20 heures.
Les vélos sont des tandems à trois roues (deux roues avant et une roue arrière) avec une fourche rigide ou pendulaires. Ils sont généralement décorés de plaques en carton peintes, mais des décors de plusieurs mètres peuvent être créés. Un thème est défini chaque année.
Deux prix sont remis à l'issue de la course : le prix du vainqueur, pour l'équipe qui a remporté la course, et le prix du plus beau vélo. Les équipes participantes ont donc le choix de concourir pour la victoire sportive ou pour l'effort artistique. Ces deux objectifs sont généralement exclusifs, l'ajout de structures décoratives alourdissent les vélos, et sont un frein évident à l'aérodynamisme, à la maniabilité, et donc à la compétitivité sportive. Des prix sont également remportés par catégories (hommes, femmes, mixtes, jeunes), ainsi que pour le fair-play, et la décoration des stands de chaque équipe.
Le parcours du circuit a une longueur d'un kilomètre environ (1,145 km en 2016), les équipages réalisent entre 100 et 500 tours environ sur les 24 heures. Environ 40 équipages prennent part à la course chaque année.

#### Festival d’opéra baroque
Le Festival international d'opéra baroque de Beaune se déroule tous les ans durant l’été, depuis 1983.

#### Festival Ciné-Rétro
Ce festival de cinéma muet a lieu durant l'été. Différents films muets, comme des courts-métrages de Charlie Chaplin ou Laurel et Hardy, sont projetés à la chapelle Saint-Étienne chaque soir, et sont accompagnés par un pianiste présent sur scène. Le festival a été lancé en 1994.

#### Festival Jazz à Beaune
Le festival a lieu chaque année au mois de septembre ou d'octobre. Crée en 2000 à l'initiative du restaurateur beaunois Jean-Jacques Hegner, le festival Jazz à Beaune rendra hommage, pour sa onzième édition, au jazz et aux vins de Bourgogne.

#### Vente des vins

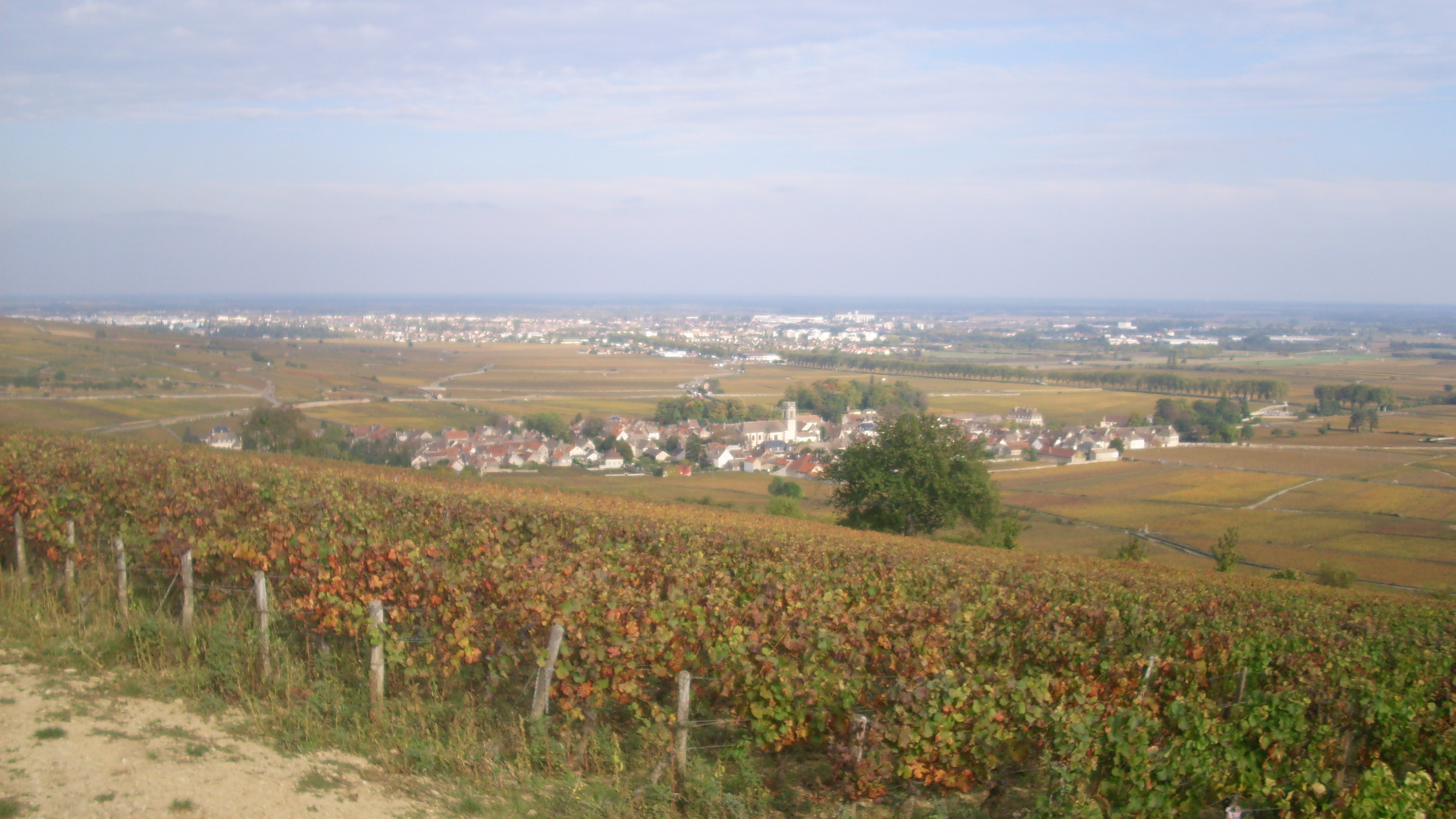
Vue de Pommard avec Beaune à l'arrière-plan.

La fête de la vente des vins (vente des hospices de Beaune) est une vente aux enchères des vins des Hospices de Beaune, cette manifestation a lieu le troisième dimanche de novembre.
La première vente remonte à 1859, la réputation devient mondiale en 1924. En 1934, la Confrérie des Chevaliers du Tastevin instaure les Trois Glorieuses, manifestation culturelle dont fait partie la vente des Hospices de Beaune.
Depuis 1986 ont lieu également deux courses hors stade réputées, un semi-marathon et les foulées beaunoises, au milieu des prestigieux vignobles de Côte d'Or (Pommard, Meursault et toute la côte de Beaune).
Aujourd’hui, de nombreux concerts, activités et spectacles de rue font office d’animation dans la ville durant tout le weekend. Ces activités sont aujourd'hui préparées par le CFDB.

### Sports et loisirs
L'office du sport de Beaune recense 55 clubs sportifs pour 42 disciplines, et cinq complexes sportifs. Certains sont gérés par la communauté de communes Côte et Sud.

#### Clubs
Le club de rugby du CS Beaune évolue en Fédérale 1 en 2018-2019.
Le club Beaune Handball évolue en Nationale 2.
Le Beaune Football Club évolue en division d'honneur.

#### Installations sportives
- Le forum des sports, avec des installations multiples pour la pratique du handball féminin, de la boxe, de la gymnastique et du cirque, de l'escrime, du tir à l'arc, du judo et du karaté, du tir sportif et de l'escalade
- Le complexe de Vignoles, utilisé pour l'équitation, le tennis et le football
- Le complexe Michel Bon, utilisé pour le handball masculin, la lutte, le volley-ball, la gymnastique et le twirling bâton
- Le complexe Jean Desangle, utilisé pour le basketball, le roller in line hockey, la gymnastique, l’athlétisme, l'aikido, et le triathlon
- Le complexe du lycée Marey, pour le badminton et la gymnastique
- Le complexe des Blanches Fleurs, utilisé pour le roller
- Le gymnase municipal utilisé pour le cirque par l'association La Balle au Bond
- Le terrain des Montots, où construite une piste de BMX
- Le stade nautique, comprenant un bassin intérieur de 25 m de long, et deux bassins extérieurs (enfants et adultes)
- Le stade Jean Guiral, ou stade des mariages, comportant plusieurs terrains de rugby
- Le stade Guigone de Salins, proposant un terrain synthétique
- Le stade des Chilènes
- Un skate-parc
- Un parcours de santé à la Montagne de Beaune
- Plusieurs boulodromes.

### Cultes
La paroisse de Beaune regroupe dix-huit communes au sein de l'archidiocèse de Dijon.
Un temple protestant a été créé à l'initiative du maire Paul Bouchard au XIXe siècle.

## Économie
Les secteurs engendrant le plus d'activité sont le vin (anciennes et grandes maisons de négoces : Louis Latour, Maison Champy, Maison Louis Jadot, Albert Bichot, Bouchard Père & Fils, Chanson, Joseph Drouhin...) et l'hôspitalier. Il est à noter également la présence d'importantes sociétés de logistiques et du campus brassicole Brasserie de France,.
En décembre 2007, 1 412 entreprises employaient 17 940 salariés.
Beaune est le siège d'une antenne de la Chambre de commerce et d'industrie de la Côte-d'Or.

### Emploi
La commune abrite une population un peu plus active que la moyenne nationale (47,4 % contre 45,2 %), avec un taux d'activité des 25-59 ans également légèrement supérieur aux chiffres nationaux (84 % contre 82,2 %). Les catégories socio-professionnelles les mieux représentées sont les ouvriers (31,6 %), suivis des employés (31,1 %) et des professions intermédiaires (18,6 %). Avec 62 % d'ouvriers ou d'employés, les revenus des habitants sont modestes et 22 % des logements sont classés comme sociaux.

### Viticulture

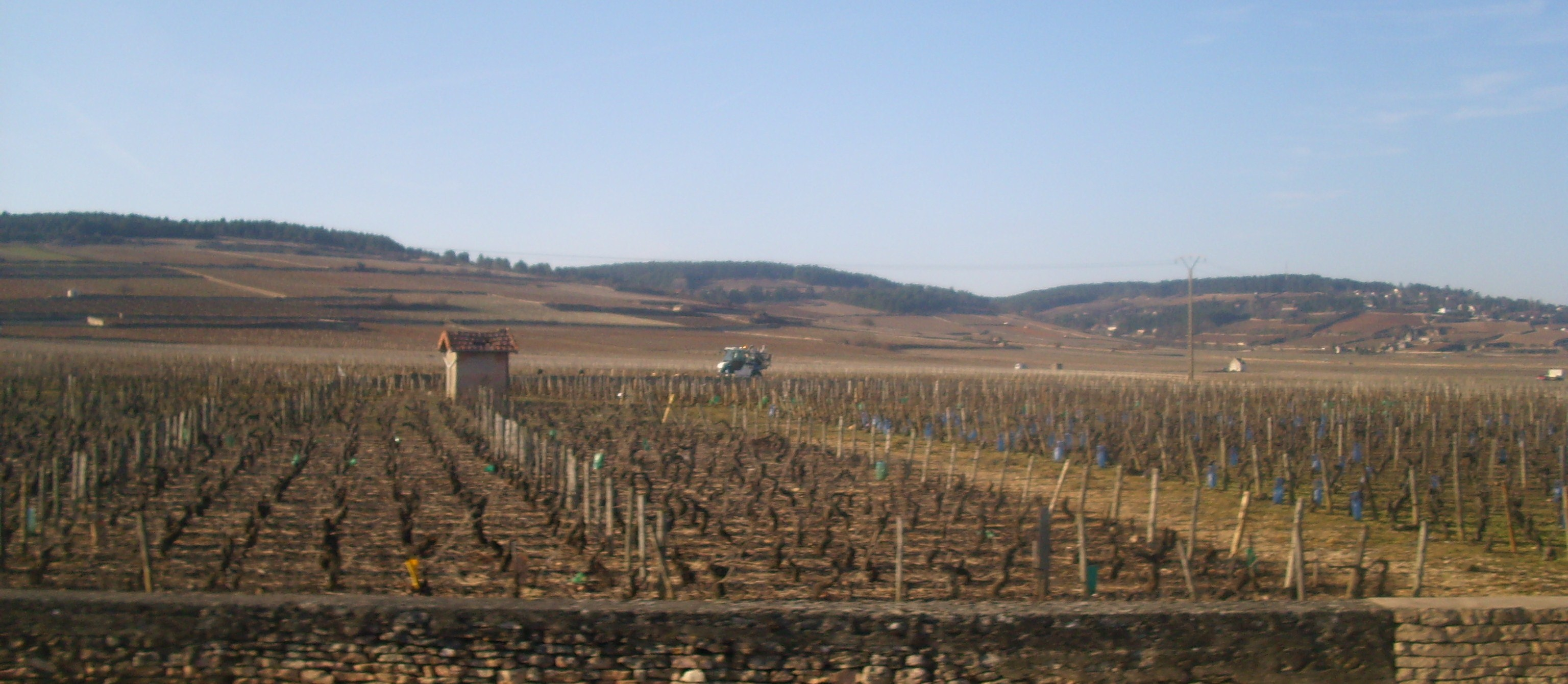
Vue d'une partie du vignoble de Beaune.

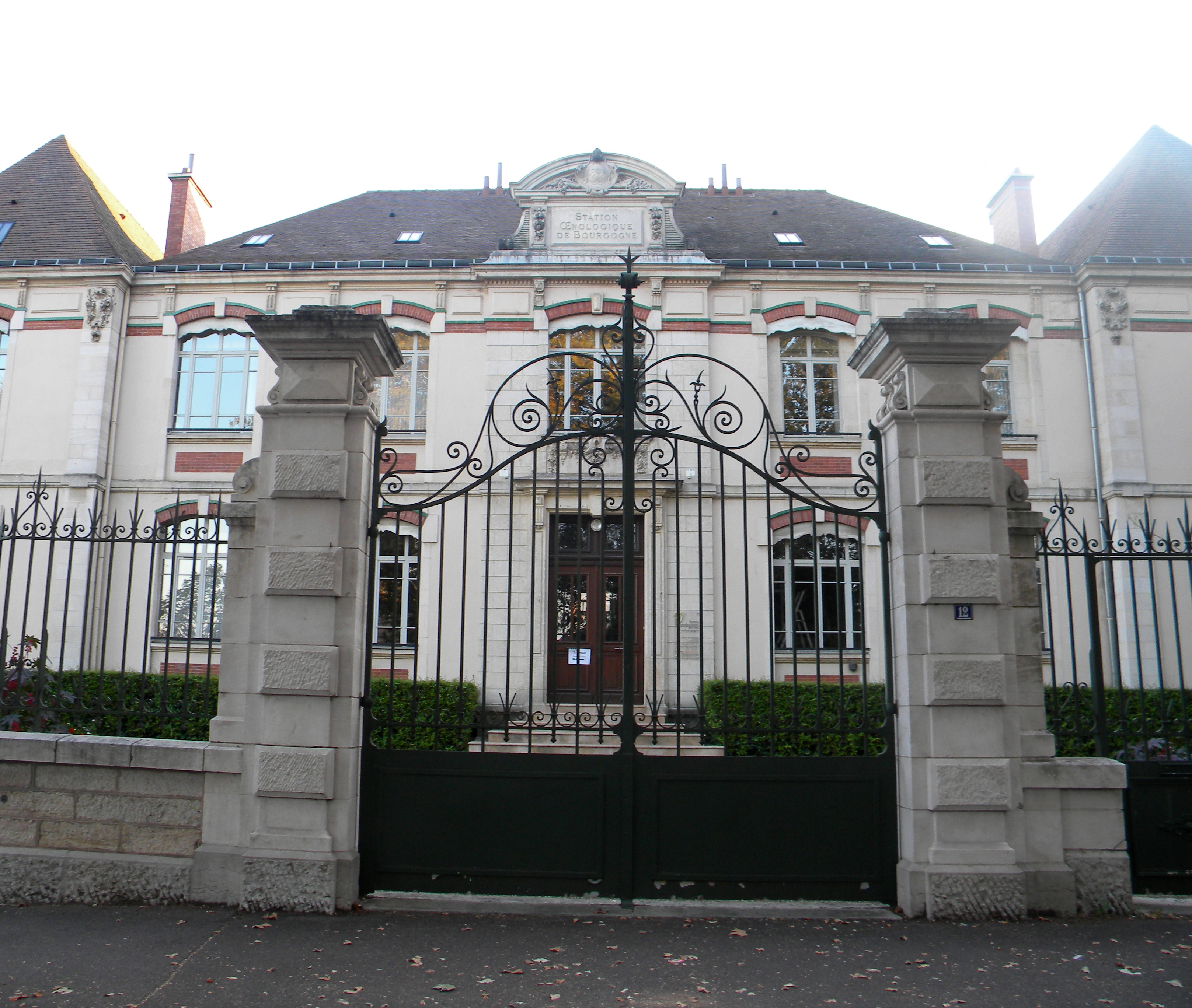
Bâtiment du BIVB,
« Station Œnologique de Bourgogne ».

Beaune est considérée comme la capitale des vins de Bourgogne.
Au nord, au sud et à l'ouest de la commune s'étend la Côte de Beaune sur laquelle se trouvent nombre d'appellations qui comptent parmi les plus prestigieuses des vins de Bourgogne. Elle représente une superficie de 5 980 hectares, soit un peu moins d'un quart du vignoble de Bourgogne. Elle regroupe vingt AOC communales et 331 climats classés en premier cru.
De nombreux producteurs et négociants en vin sont implantés à Beaune. Entre 1720 et 1750, les maisons de négoce voient le jour à Beaune, la première étant la Maison Champy, suivie par le domaine Chanson Père & Fils. Chaque année depuis 1851, les Hospices de Beaune organisent une vente aux enchères de charité de ses productions, qui bénéficie aujourd'hui d'une portée internationale. Enfin, le Bureau interprofessionnel des vins de Bourgogne (BIVB), qui fédère les viticulteurs et les négociants en vin, est domicilié à Beaune.
En outre, Beaune possède sa propre appellation d'origine contrôlée, le beaune. Cette appellation compte 411,7 hectares en superficie avec une très forte majorité de vins rouges. En couleur, la répartition donne 362,74 hectares de vins rouges (dont 281,49 ha en premier cru) plantés en pinot noir et 48,96 hectares en vins blancs (dont 36,06 ha en premier cru) plantés en chardonnay. Sur le volume total, cela donne 13 540 hectolitres (dont 10 322 hl en premier cru) pour les vins rouges et 2 368 hectolitres (dont 1 761 hl en premier cru) pour les vins blancs.
Cependant, en plus de l'AOC Beaune, d'autres vins peuvent légalement y être produits comme : le Côte de Beaune, le Bourgogne aligoté, le Bourgogne, le crémant de Bourgogne, le Bourgogne mousseux, le Bourgogne Passe-tout-grains et les Coteaux Bourguignons.

### Brassiculture
L’Ordre du houblon est né à Beaune.

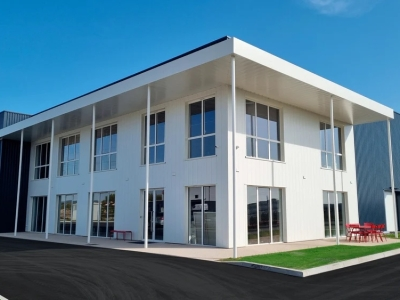
Brasserie de France.

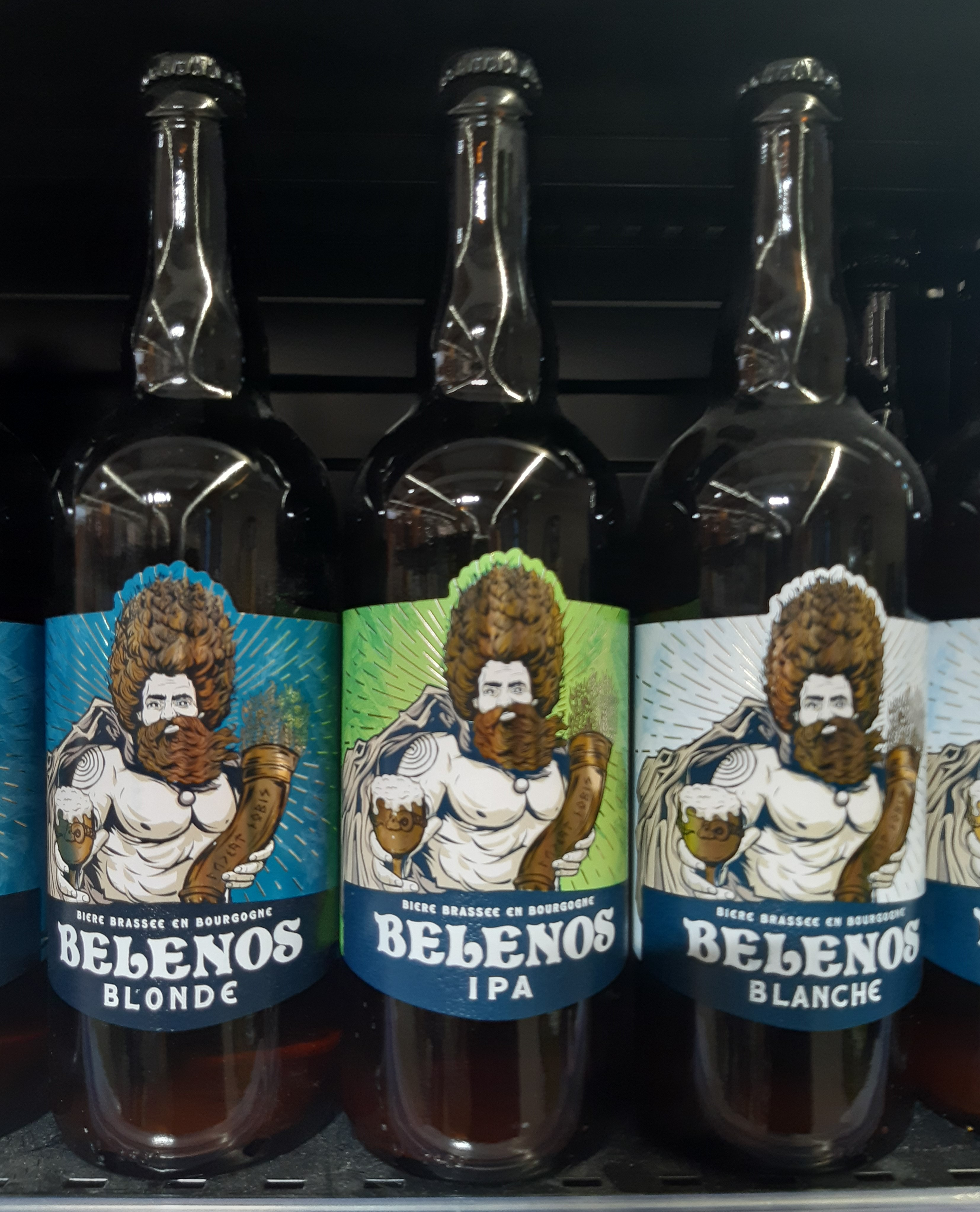
Bières Belenos de la brasserie Belenium.

Jean sans Peur, duc de Bourgogne de 1404 à 1419, a encouragé la culture du houblon en Bourgogne et en Flandre, contribuant ainsi à l’expansion de son utilisation dans le brassage de la bière en France.
La création de l’ordre du houblon en 1419 impose l’usage du houblon dans le processus de brassage pour améliorer et stabiliser le goût de la bière. On lui reconnait déjà également ses qualités antiseptiques et aromatiques.
Un édit datant de 1435 impose le nom de « bière » à la boisson, jusque-là connue en tant que cervoise.
Il existe 2 brasseries installées à Beaune :
- Le campus brassicole Brasserie de France[63], créée en 2020 par l'entrepreneur Jean-Claude Balès[71],[72],[73],[74], qui regroupe sur le même site : 
  - la première 𝙗𝙧𝙖𝙨𝙨𝙚𝙧𝙞𝙚 𝙖𝙧𝙩𝙞𝙨𝙖𝙣𝙖𝙡𝙚 de Bourgogne[64]
  - un pôle d'animation 𝙨𝙚́𝙢𝙞𝙣𝙖𝙞𝙧𝙚𝙨 avec des ateliers de brassage et de dégustation,
  - un pôle d'𝙚́𝙙𝙪𝙘𝙖𝙩𝙞𝙤𝙣 autour de partenariats "Ecole - Entreprise",[75],[76],
  - un pôle de 𝗰𝗿𝗲́𝗮𝘁𝗶𝗼𝗻 autour d'un bureau de style sur les tendances de consommation et création de marques de boissons effervescentes[77],
  - un pôle de 𝙧𝙚𝙘𝙝𝙚𝙧𝙘𝙝𝙚 sur les procédés fermentaires[78].
- La Brasserie Belenium, créée en 2014, par Nicolas Seyve.

## Culture locale et patrimoine

### Lieux et monuments

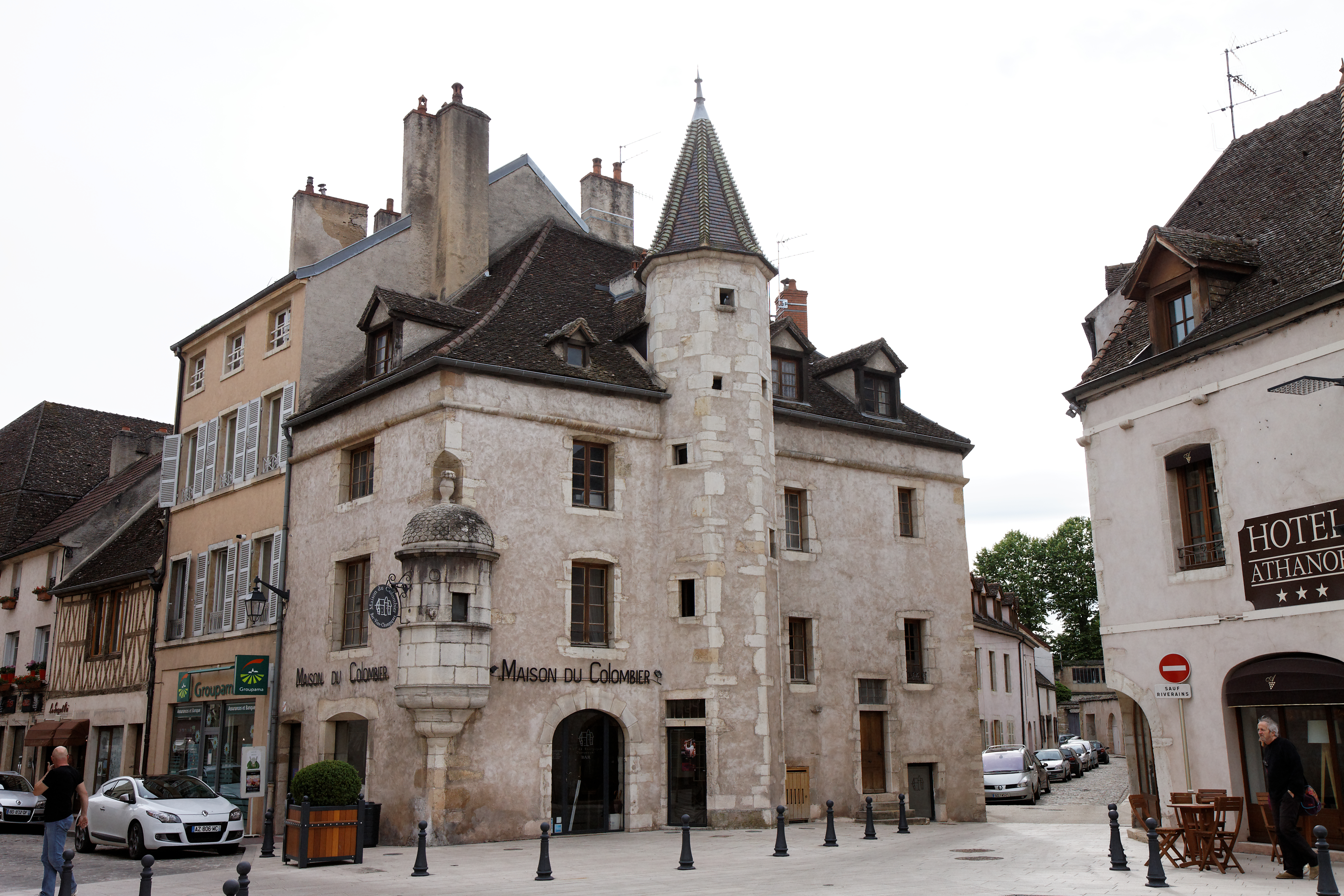
La maison du Colombier.

Beaune est classée « ville d’Art et d’Histoire ». Pas moins de 34 monuments y sont classés ou inscrits au titre des monuments historiques. Le centre de Beaune est inscrit au Patrimoine mondial de l'Unesco au titre des climats du vignoble de Bourgogne.

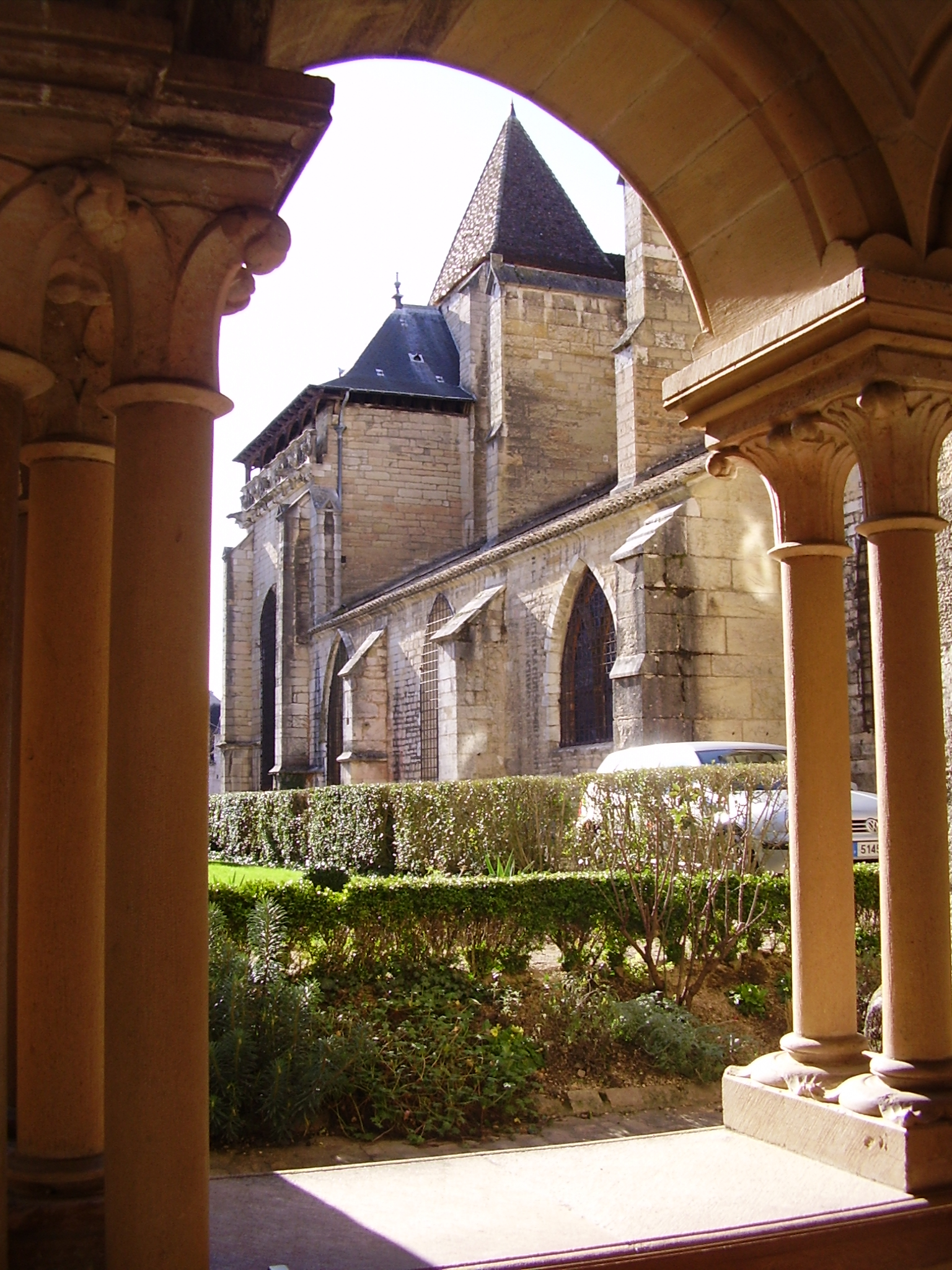
Collégiale Notre-Dame de Beaune.

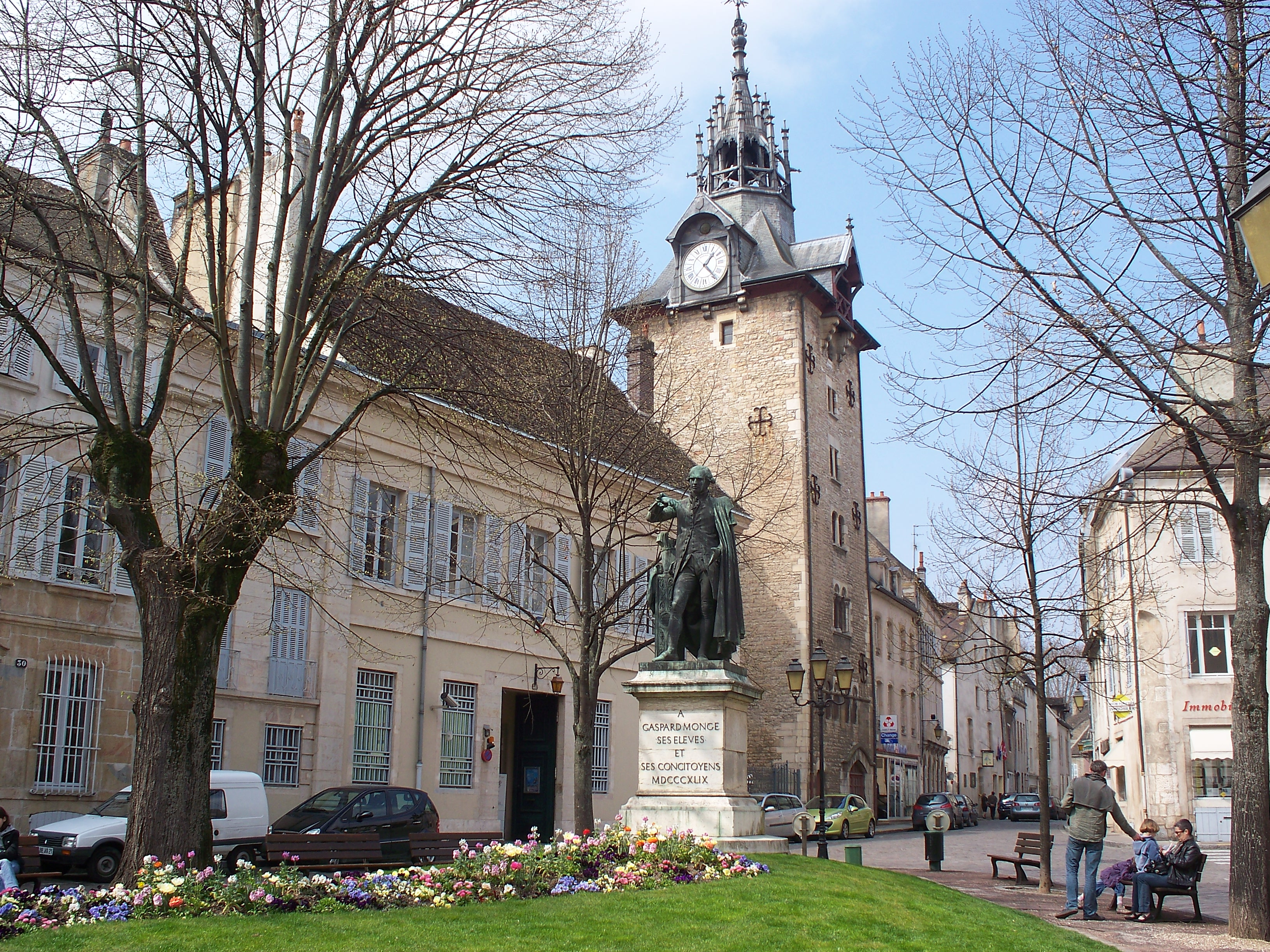
La tour de l'Horloge.

- Musée du vin de Bourgogne
- Musée des beaux-arts
- Musée Marey
- Musée Dalí
- Maison des Templiers (au bout de la rue Jacques de Molay, côté rond-point-magasin)[112]
- Lavoir sur la Bouzaise.

Les halles de Beaune font face à l'Hôtel-Dieu, elles abritent le marché hebdomadaire le samedi, ainsi que la vente des hospices de Beaune.

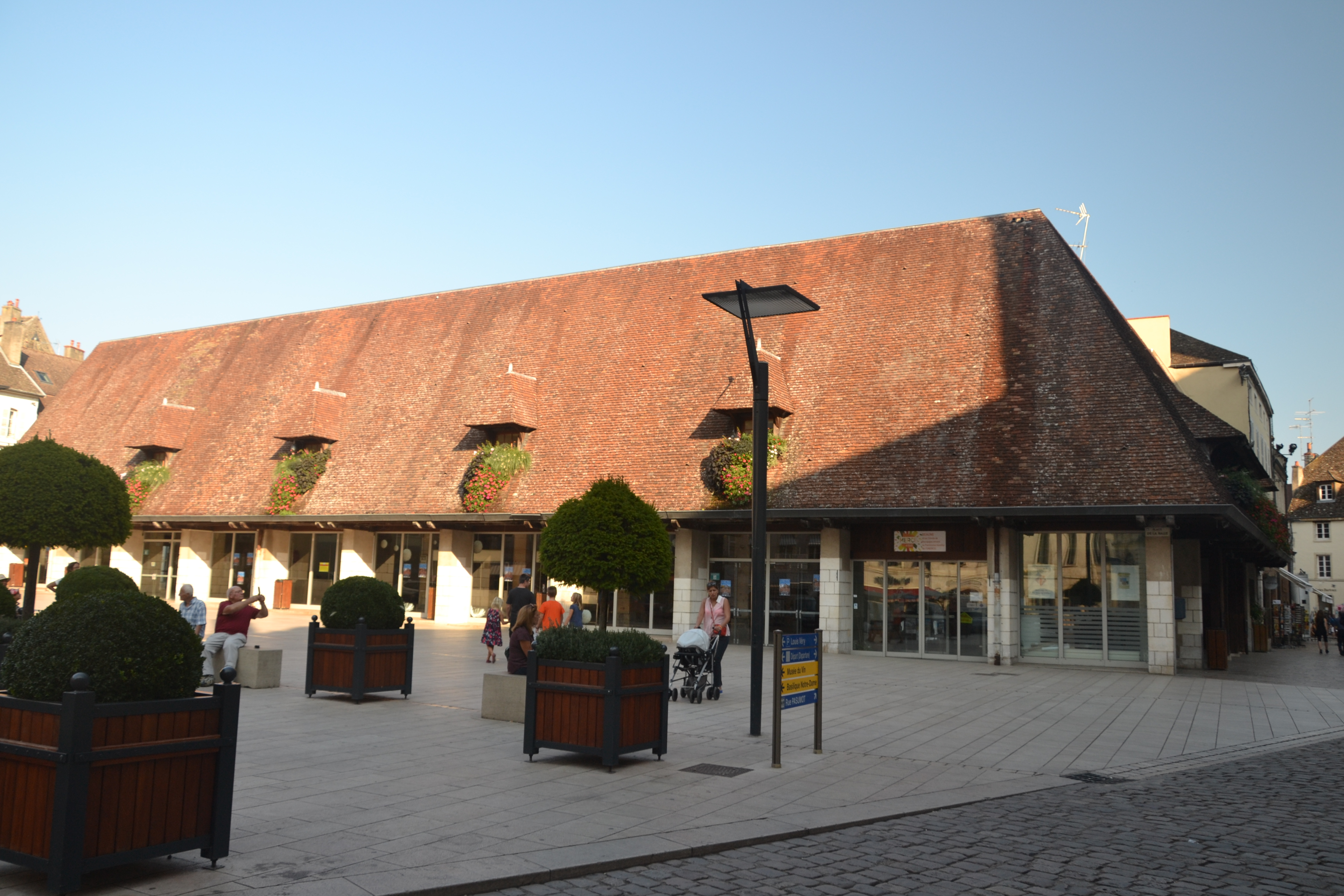
Les halles de Beaune.
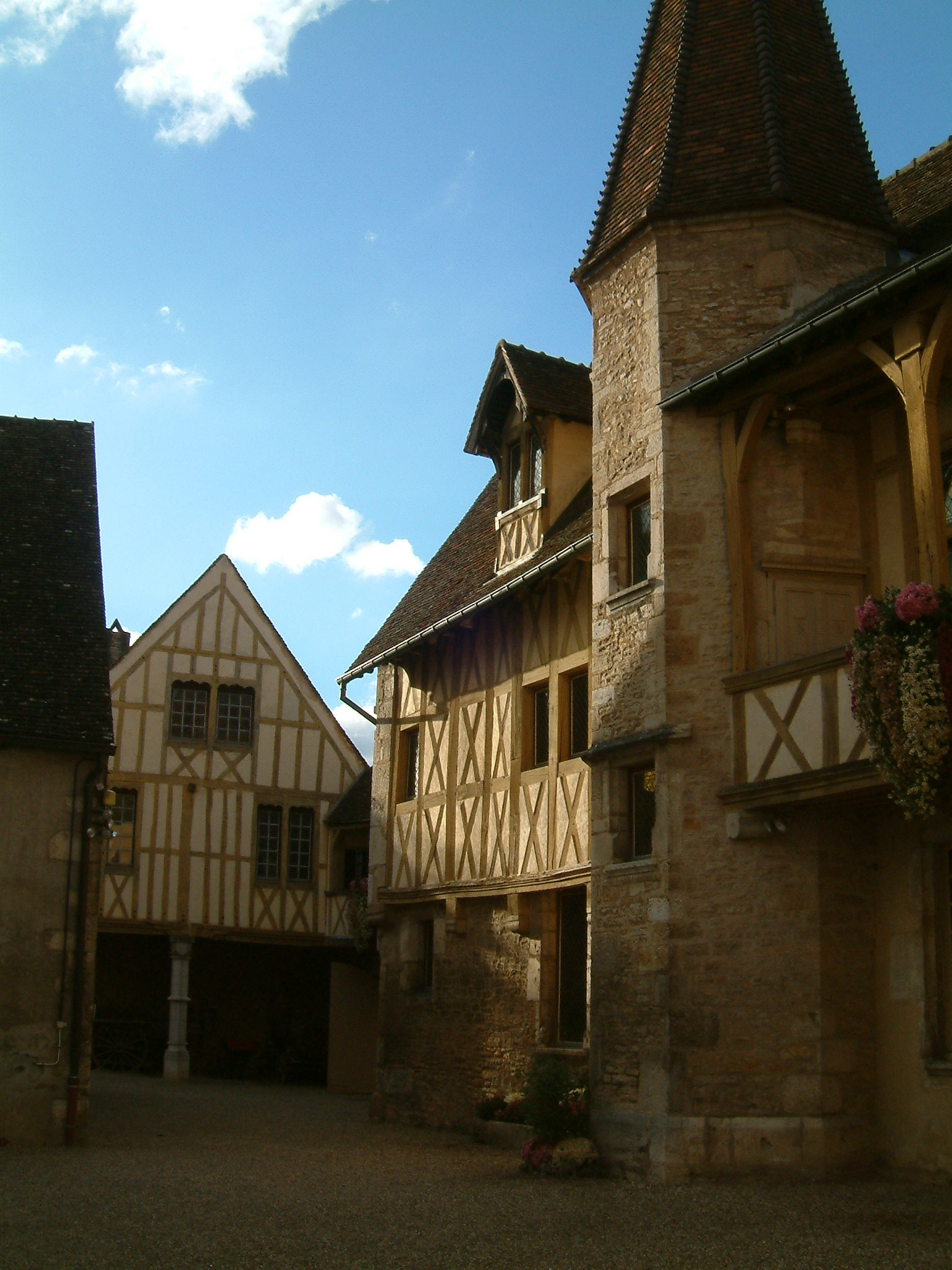
Musée du vin de Beaune.
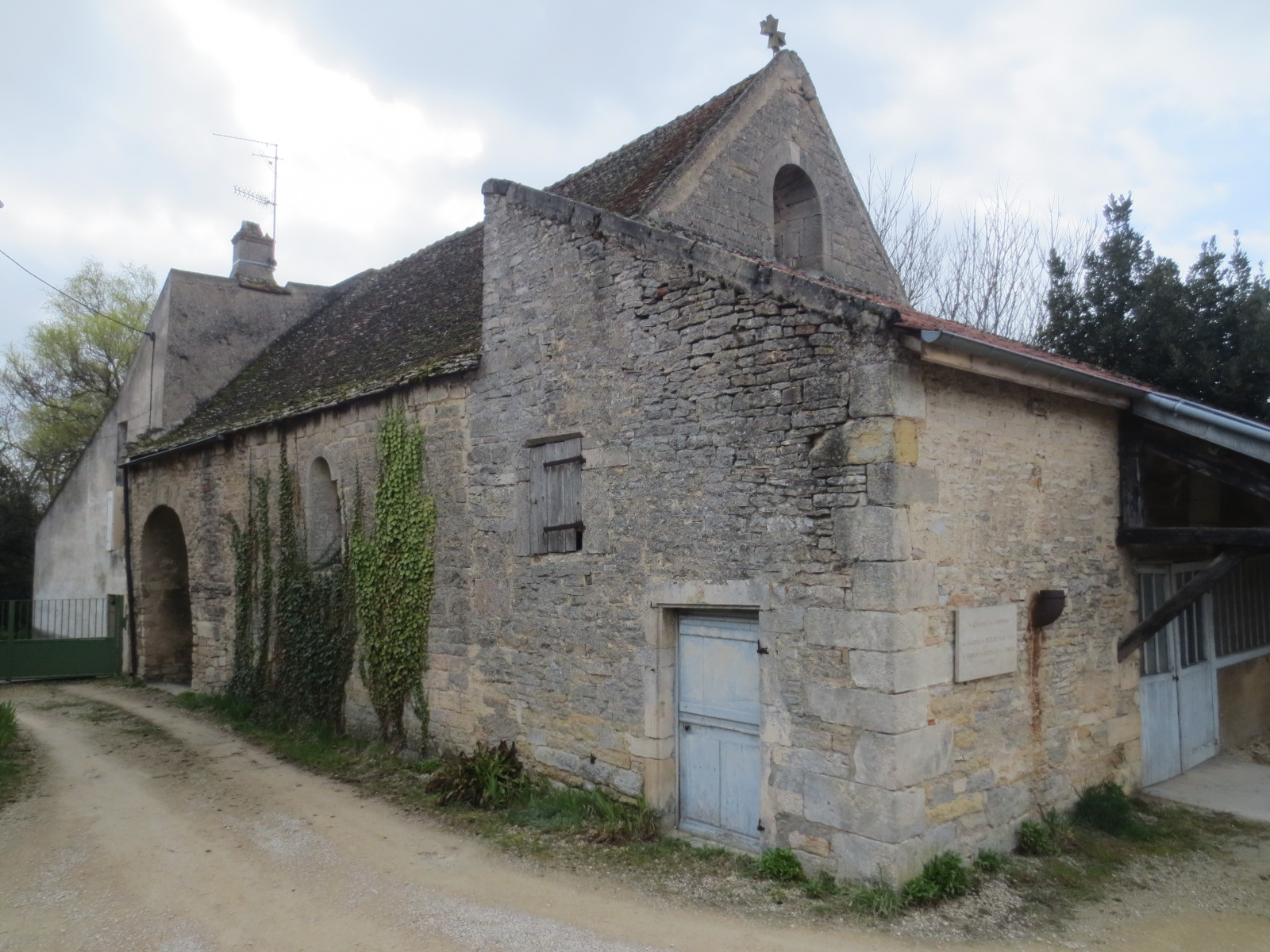
Commanderie des Templiers de Beaune.
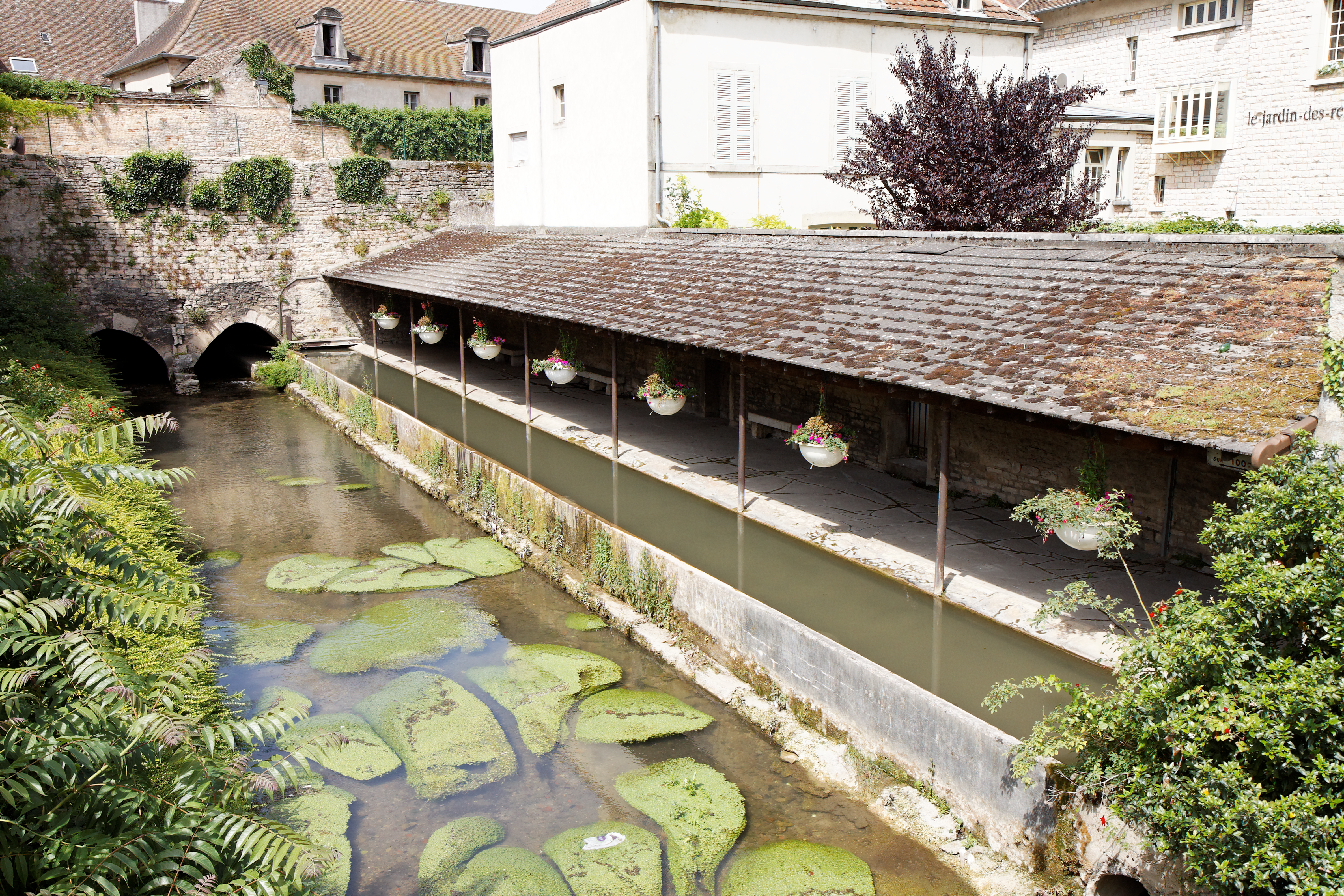
La Bouzaize sortant de sous le lavoir.

#### Églises de Beaune
Du premier millénaire, subsistent aujourd'hui à Beaune trois églises actuellement désaffectées : Saint-Martin de l'Aigue, Saint-Baudèle et Saint-Flocel.

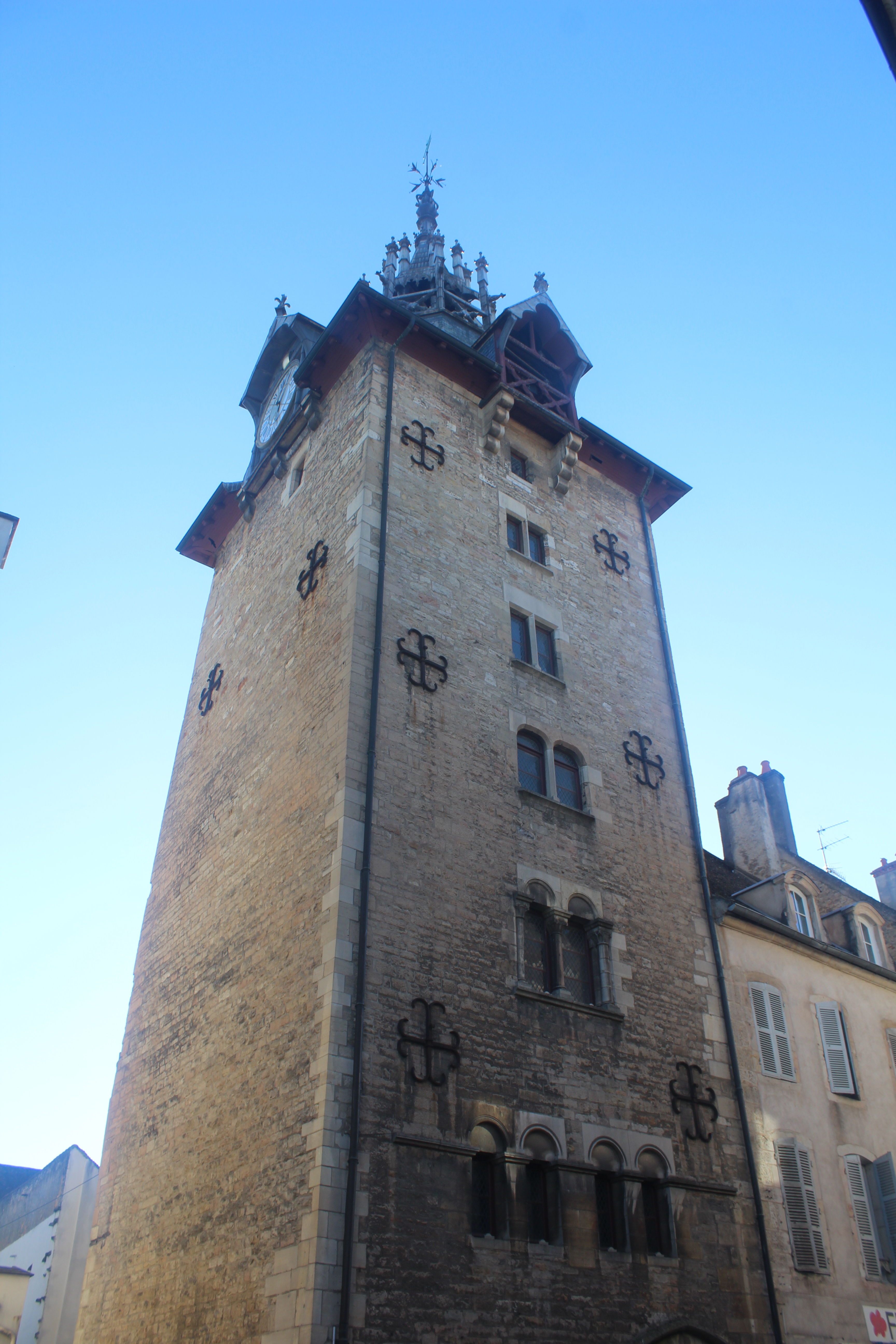
Beffroi de la ville de Beaune non loin des hospices.

##### Saint-Baudèle
Saint-Baudèle se trouve au cœur du castrum, près de la source de Belenin, 7 rue de l'Enfer, qui donna son nom à la ville. La première église fut probablement édifiée à la fin du Ve siècle sur les ruines d’un temple d’Apollon. Elle renfermait les reliques de saint Baudèle (ou saint Boil) qui était un contemporain de saint Martin. C’était un soldat qui a subi le martyre à Nîmes vers 395. Un petit monastère fut élevé sur son tombeau et Grégoire de Tours rapporte qu’il s’y opéra plusieurs miracles. Vers 720, lorsque les Arabes menacèrent le sud de la France, l’abbé saint Romule et 80 moines s’enfuirent vers le nord avec quelques os de saint Baudèle. Quelques fragments de relique furent confiés à Beaune et la cathédrale prit le nom de saint Baudèle. Les remparts du castrum protégèrent certainement l’église lors de l’invasion de 731. L’église était le siège d’un important archidiaconé du diocèse d’Autun. En 1099, le pape Urbain II réaffirmait dans une bulle la prééminence de Saint-Baudèle sur les autres églises de Beaune. Elle demeura l’église principale de la ville jusqu’à la construction de l'actuelle église Notre-Dame au XIIe siècle. Elle fut ensuite progressivement désaffectée et fut vendue comme bien national en 1791. Elle appartient aujourd’hui à la maison de négoce en vin Joseph Drouhin. Elle ne se visite pas. Elle était constituée d’un vaisseau avec une voûte en berceau plein cintre. On peut encore y voir deux colonnes et un petit baptistère pouvant remonter au IXe siècle.

##### Saint-Flocel
Saint-Flocel se trouve à l'extérieur du castrum, contre la muraille, 20 rue du Paradis. L'église a été dédicacée le 26 avril 965 quand elle reçut les reliques de saint Floxel et de saint Herné en présence du duc Otton. Les reliques avaient été ramenées du Mans en 912 par Richard le Justicier qui combattait les Normands. Elles restèrent à Saint-Flocel jusqu'à leur translation vers la nouvelle église Notre-Dame, le 9 novembre 1265, en présence de Simon de Brion légat du pape. Saint Floxel était un jeune martyr normand décapité les 17 septembre 296. Saint Herné était le fondateur de l'abbaye de Céaucé mort un 9 août vers l'an 560. L'église, ou plutôt la chapelle, en raison de ses modestes dimensions (hauteur 3,60 m, longueur 15 m et largeur 4 m), est constituée par une nef de plein cintre à quatre arcs-doubleaux reposant sur des pilastres. Le tailloir de chapiteau se prolonge sur la muraille de tout le bâtiment, formant ainsi la ligne de séparation entre les murs et la voûte. L'édifice a fait l'objet d'importants travaux de restauration entre 1964 et 2003.

##### Notre-Dame
Notre-Dame, impasse Notre-Dame. Les textes laissent à penser qu'une première église Notre-Dame a pu être établie dans le castrum à partir de 976, le portail occidental de style byzantin de l'actuelle église qui, elle, date du XIIe siècle pourrait en être un témoignage

##### Saint-Nicolas
L'église Saint-Nicolas date du XIIIe siècle , rue du faubourg Saint Nicolas.

##### Sainte-Madeleine
L'église a été démontée en 1798. Elle datait de 1245 mais elle avait été détruite une première fois en 1585 pour faciliter la défense de la ville et reconstruite en 1599. La paroisse desservait les faubourgs Madeleine, Saint-Jean et Perpreuil ainsi que le hameau de Challanges. Le hameau de Gigny dépendait de cette paroisse une année sur trois. Elle est de nouveau démolie après la Révolution, en 1798. La place dégagée sert actuellement au stationnement des véhicules automobiles.

#### Autres édifices religieux
- Chapelle Notre-Dame, rue faubourg Saint-Nicolas
- Chapelle du sanctuaire de l'Enfant-Jésus, ancien carmel, rue de Chorey ; a le statut de sanctuaire diocésain depuis 2014-2015[118]
- Chapelle des dominicains, rue de l'Église-Saint-Nicolas
- Temple protestant réformé, rue Joigneaux
- Église évangélique, rue de Chorey
- Protestante évangélique, ruelle Morlot
- Salle du royaume des témoins de Jehovah, rue de Chevignerot
- Mosquée, rue des Ares Cautains.

### Gastronomie

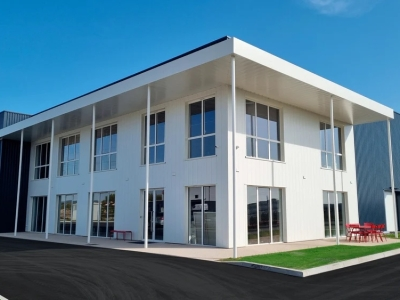
Brasserie de France.

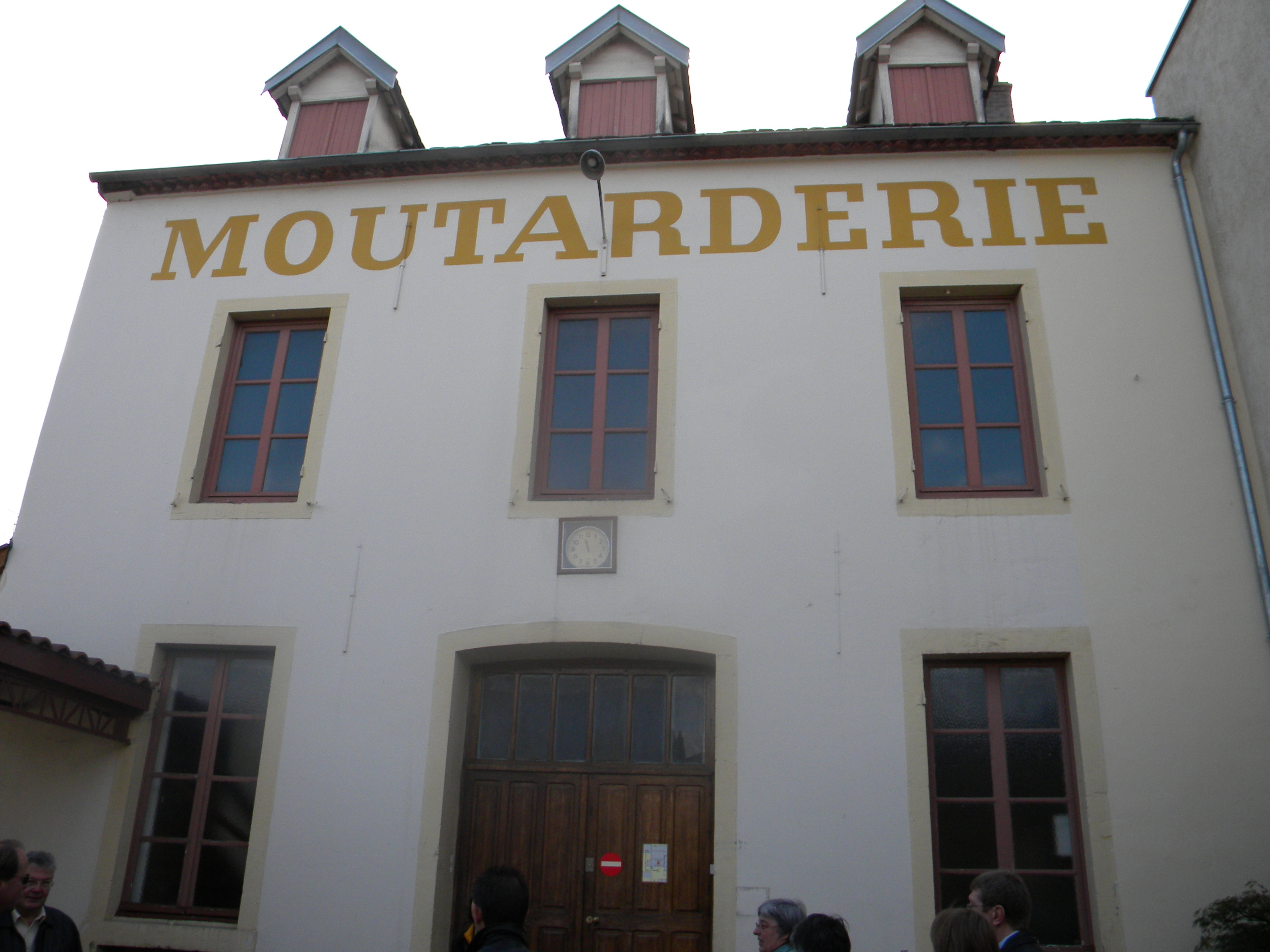
Moutarderie Fallot.

Beaune est la capitale des vins de bourgogne.
Elle a déposé en 2012 sa candidature pour être Cité de la gastronomie mais n’a pas été retenue.
La Cité des vins et des Climats de Bourgogne est un musée sur la vigne et le vin dont le projet prend en partie place à Beaune.
Depuis 1840, la moutarderie Fallot a sa production à Beaune et produit une trentaine de moutardes, dont certaines aromatisées.
Le campus brassicole Brasserie de France est installé à Beaune depuis 2021 avec la production d’une trentaine de bières artisanales au cœur d’une école de brassage et de dégustation.

### Philatélie
- En 1941, un timbre de 5 francs brun-noir est émis. Il représente la cour intérieure de l'Hôtel-Dieu (il porte le n° YT 499).
- En 1942, un timbre de 15 francs brun-carminé est émis. Il représente la cour intérieure de l'Hôtel-Dieu (même visuel que le timbre précédent, n° YT 539).
- En 1943, un timbre de 4 francs bleu est émis. Il représente Nicolas Rolin et Guigone de Salins d'après le tableau de Roger de la Pasture et le porche de l'Hôtel-Dieu. Il a bénéficié d'une vente anticipée le 21 juillet 1943 à Beaune (n° YT 583).
- En 2003, un timbre de 0,50 euro multicolore est émis. Il représente les toits de l'Hôtel-Dieu et la mention « Toits de Bourgogne » (n° YT 3597[119]).

### Les ânes de Beaune
- M.A.T.C.D.L.P.E., Les ânes de B*** [Beaune] : historiettes tres-plaisantes avec leur explication, Paris et Genève, Moutard, 1783, in-12, 34 p. Rééd. Batault-Morot, 1880.
- Antoine Théodore Chevignard de La Pallue, Les frères Lasne, anciens commerçants à Beaune : origine des plaisanteries faussement imaginées sur le compte des citoyens de cette ville : explication de quelques historiettes, A Bonne Intention [Dijon, Mailly fils], 1784, in-12, 36 p.[120]

### Personnalités liées à la commune

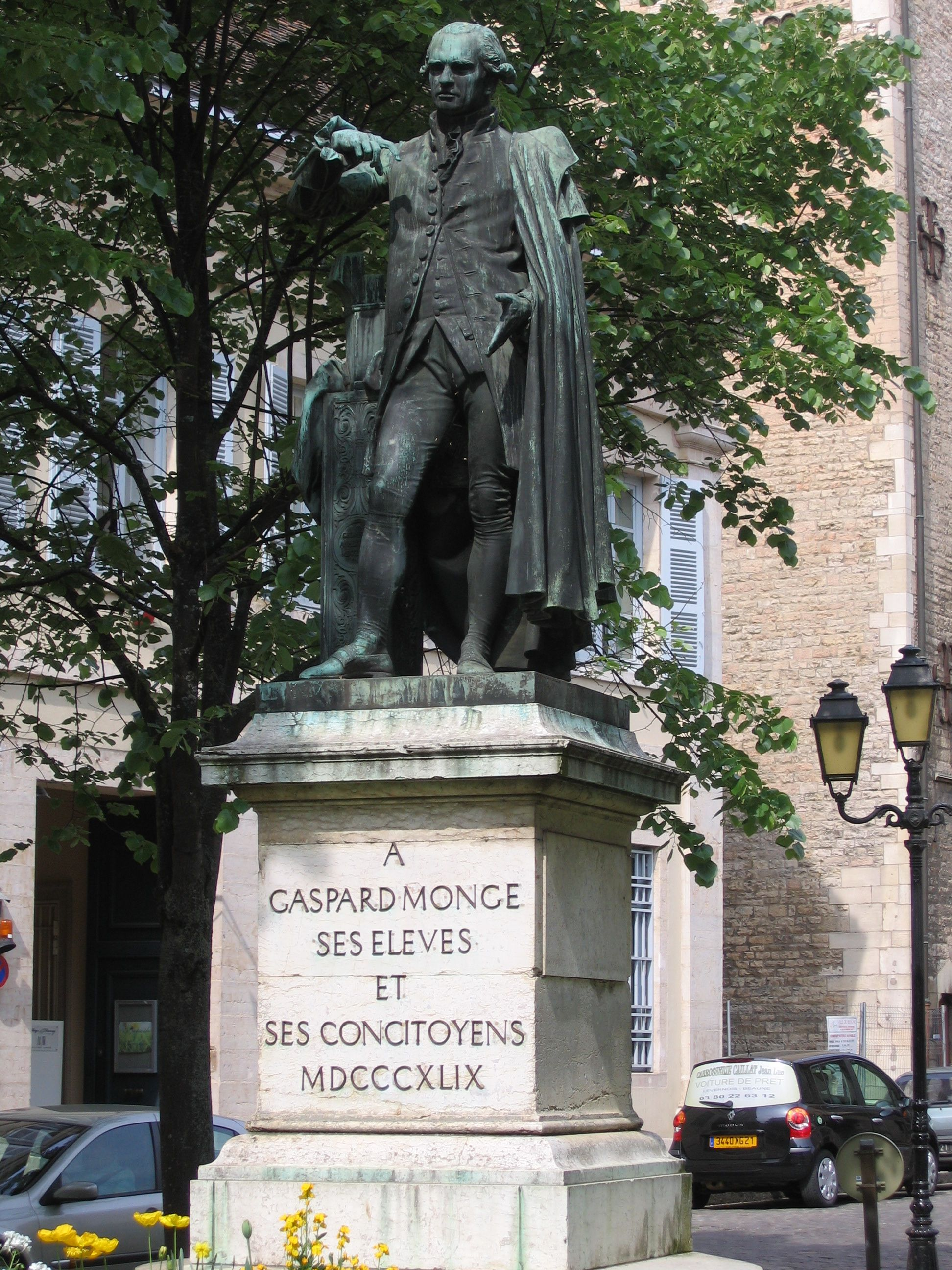
Statue du mathématicien
Gaspard Monge.

- Nicolas Rolin (1376-1462), fondateur des Hospices de Beaune.
- Jacques Huyn (1613-1652), compositeur et maître de chapelle à Beaune.
- Hugues de Salins (1632-1710), médecin érudit, né à Beaune, défenseur des vins de Bourgogne.
- Claude Mallemans de Messanges (1653-1723), physicien.
- Nicolas Grozelier (1692-1778), fabuliste.
- Antoine Théodore Chevignard de La Pallue (1732-1808), juriste, homme d'état et de lettres.
- François Pasumot (1733-1804), cartographe et géographe.
- Gaspard Monge (1746-1818), mathématicien et homme politique.
- Denis Antoine Marie Fouquerand (1770-1851), homme politique né et décédé à Beaune, député de la Côte-d'Or de 1824 à 1827.
- Étienne Maréchal (1797-1869), homme politique né à Beaune, député de la Côte-d'Or de 1848 à 1851.
- Alfred de Vergnette de Lamotte (1806-1886), connu par ses travaux sur le vin (conservation du vin par le chauffage et la congélation).
- Xavier Forneret (1809-1884), dramaturge, poète et journaliste.
- Félix Ziem (1821-1911), peintre natif de Beaune[121].
- Hippolyte Michaud (1823-1886), artiste peintre et conservateur du musée des beaux-arts de Beaune, né et décédé à Beaune.
- Charles Bigarne (1825-1911), historien natif de Beaune.
- Étienne-Jules Marey (1830-1904), médecin et physiologiste.
- Marie Favart (1833-1908), actrice.
- Marie Royer (1841-1873), actrice.
- Edmond Bouley (1854-1932), médecin et chirurgien.
- Raymond Saleilles (1855-1912), juriste.
- Ernest Bord (1858-1919), espérantiste.
- Adolphe Retté (1863-1930), poète et écrivain.
- Louis Chevrolet (1878-1941), fondateur de l'entreprise Chevrolet, a passé toute sa jeunesse à Beaune.
- Gaston Chevrolet (1892-1920), pilote automobile, cofondateur de Chevrolet et Frontenac avec ses frères dont Louis Chevrolet.
- Édouard Joly (1898-1982), constructeur d’avions Jodel.
- Émile Thévenot (1904-1966), historien.
- Janine Viénot (1919-2016), actrice française, native de Beaune.
- Louis Dupuis (1921-1944), résistant, Compagnon de la Libération, natif de Beaune où la rue du Lieutenant Dupuis est baptisée en son honneur.
- Serge Roy (1932-), international français de football.
- François Garnier (1944-2018), archevêque de Cambrai.
- Bruno Latour (1947-2022), chercheur en sciences humaines.
- Rizlen Zouak (1986-), championne de judo, première représentante olympique du Maroc.

### Héraldique
| Blason | Blasonnement : D'azur à la Vierge tenant l'Enfant Jésus sur son bras senestre, le tout d'argent, les bords de la draperie étant d'or, la mère et le fils auréolés du même, la Vierge tenant de sa main dextre une grappe de raisin de sable tigée et feuillée de sinople, l'Enfant Jésus tenant dans sa main senestre un monde cerclé, cintré et croisé d'or. |

Malte-Brun, dans La France illustrée, rapporte deux blasonnements pour les armes traditionnelles de la ville de Beaune :

« 1°) jusqu’en 1540 : Une Bellonne d’argent sur un fond d’azur, debout, tenant de la main droite une épée nue, et la gauche appuyée sur la poitrine. »

« 2°) après 1540 : D’azur, à une Notre-Dame, tenant l’enfant Jésus de la main gauche, et une grappe de raisin de la main droite ; l’enfant Jésus tenant un cep de vigne d’or. avec ces mots : « CAUSA NOSTRÆ LÆTITIÆ », signifiant Raison de notre joie, la raison étant la Vierge Marie, mais étant interprété non involontairement à tort comme la vigne et le raisin. Ils seront donc changés plus tard en ceux-ci : « ORBIS et URBIS HONOS ». signifiant Honneur de la ville et du monde. »

Beaune possède un drapeau basé sur ces armoiries et un drapeau composé de deux bandes verticales, verte et rouge.

### Beaune dans la fiction
- A qui profite le kir ?[125] de Gaël Dubreuil. Un thriller apéritif dont une partie de l'intrigue se passe à Beaune et dans la région bourgogne, qui met en scène une mystérieuse et dangereuse organisation : la Confrérie du Chanoine Kir, défendant par le sang la recette originale du kir.